# André Volten

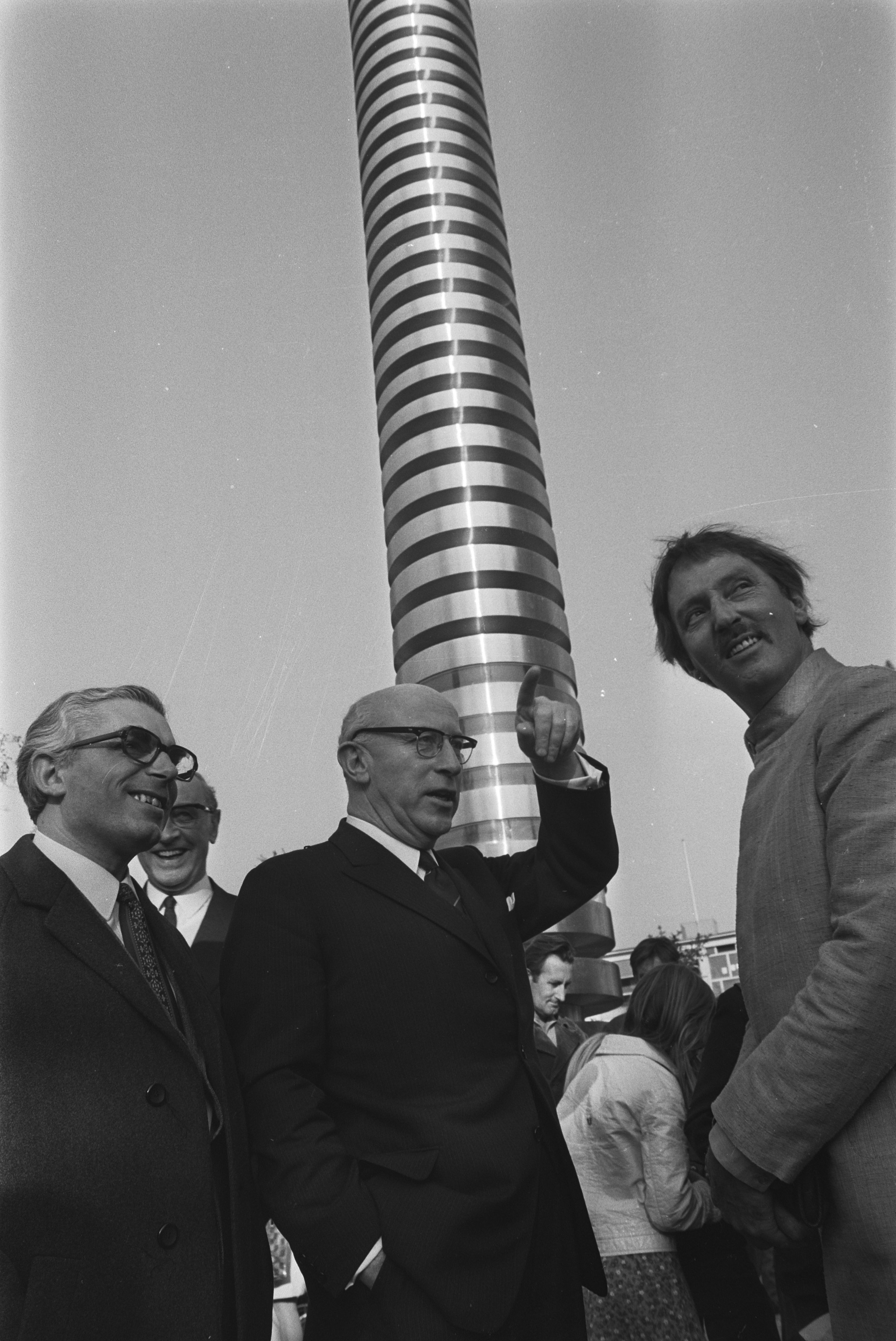
Wethouder Wim Polak (links), burgemeester Ivo Samkalden en de maker André Volten (rechts) in 1970 bij de overdracht van het kunstwerk ter herinnering aan Anthony Winkler Prins op het Frederiksplein.

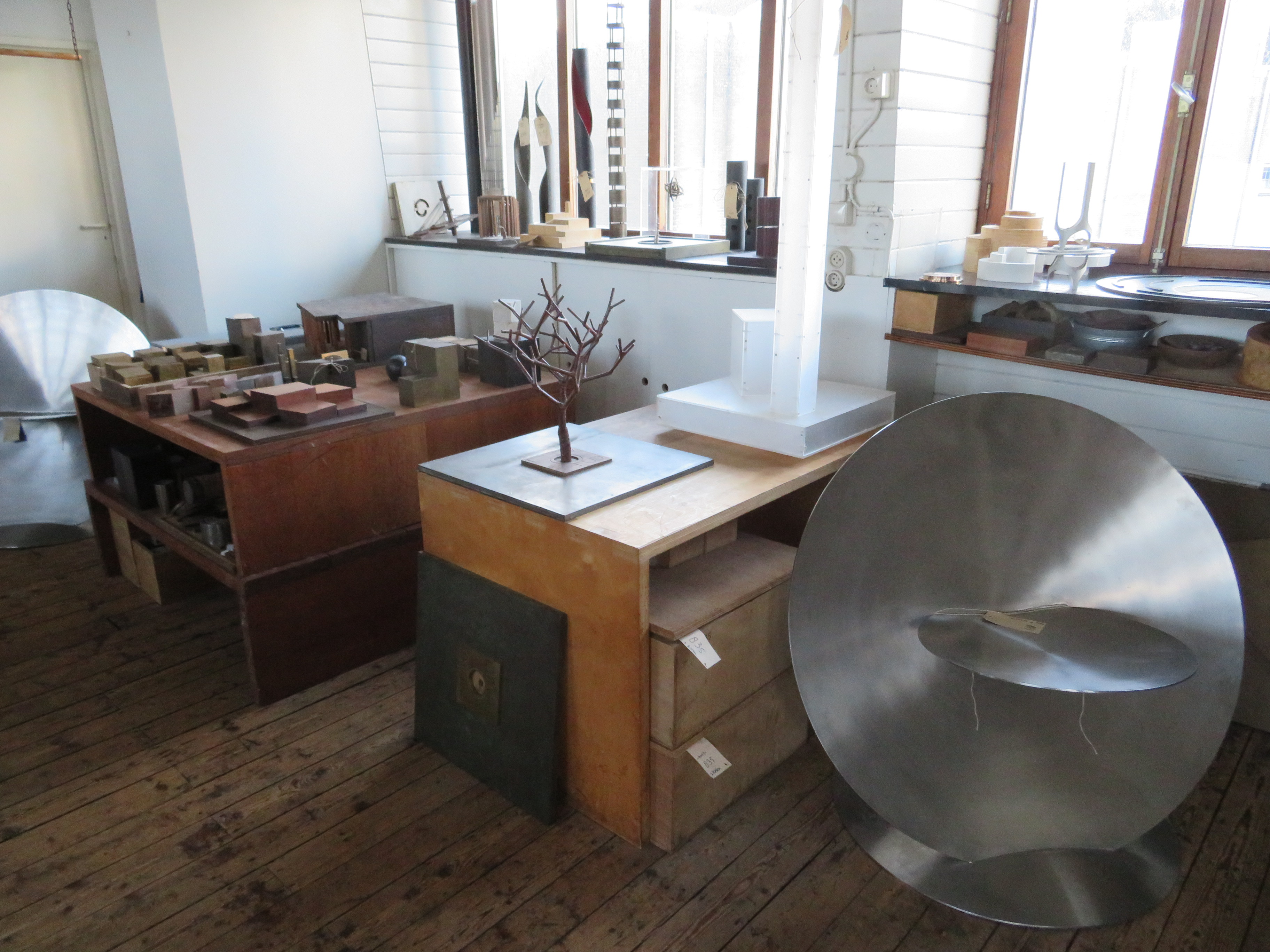
Interieur van het atelier.

André Theo Aart Volten (Andijk, 19 maart 1925 – Amsterdam, 5 september 2002) was een Nederlandse beeldhouwer. Hij behoorde tot de belangrijkste Nederlandse beeldhouwers van de generatie na 1945.

## Leven en werk
Volten werd geboren in het Westfriese Andijk en volgde in 1945 een korte opleiding in Amsterdam aan het Instituut voor Kunstnijverheidsonderwijs, maar vertrok in 1946 voor een periode van 4 jaar naar Brussel. Door zijn vriendenkring aldaar (onder anderen Josef Ongenae) ontwikkelde zich snel zijn belangstelling voor de abstracte kunst.
Na zijn terugkeer naar Amsterdam in 1950 werd hij van de abstract-expressionistische schilder die hij was een non-figuratief beeldhouwer, mede door zijn activiteiten als lasser op de scheepswerf van de NDSM in Amsterdam-Noord.
Vanaf 1953 en zeker na 1954, het jaar waarin hij medeoprichter was van de kunstenaarsgroep Liga Nieuw Beelden, behoorde Volten tot de groep beeldhouwers, die zich intensief bezighield met de rol van de kunst in de openbare ruimte.
Dit heeft talrijke constructivistische sculpturen opgeleverd in vele steden in Nederland en daarbuiten. Vanaf eind jaren zestig voerde Volten zijn beelden in toenemende mate uit in roestvast staal, vaak ook gebruikte hij graniet en cortenstaal.
Zijn oeuvre droeg in belangrijke mate bij aan de integratie van beeldende kunst in de publieke ruimte. In 1996 kreeg Volten voor zijn werk de belangrijke Oeuvreprijs van het Fonds voor Beeldende Kunsten, Vormgeving en Bouwkunst. Zijn werken bevinden zich onder andere in de collecties van het Kröller-Müller Museum, het Lehmbruck-Museum in Duisburg, de Kunsthalle Mannheim in Mannheim en het Skulpturenmuseum Glaskasten in Marl.
Volten overleed op 77-jarige leeftijd. Een opdracht van koningin Beatrix om een kunstwerk te vervaardigen ter gelegenheid van het huwelijk van prins Willem-Alexander is niet meer voltooid.

## Poortgebouw Asterdorp

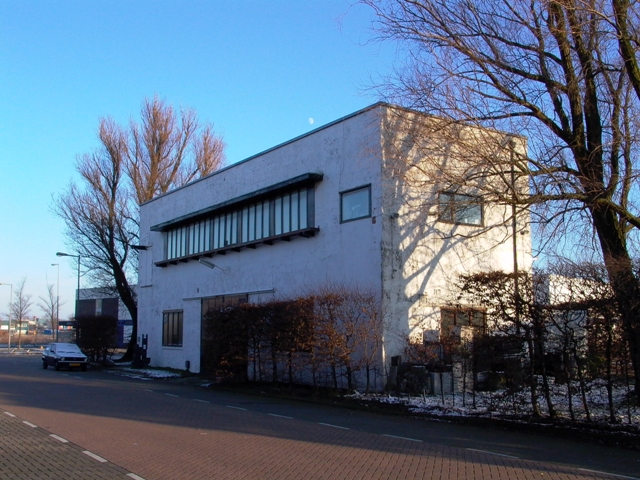
Het gebouw in Amsterdam-Noord waarin Volten van 1952 tot 2002 zijn werkplaats had

Het poortgebouw van het voormalige Asterdorp aan de Asterdwarsweg 10 in Amsterdam-Noord was van 1952 tot aan zijn dood in 2002 in gebruik als werkplaats van André Volten. De kunstenaar gebruikte het hele gebouw. De ruimtes op de begane grond transformeerde hij tot werkplaatsen. De onderdoorgang sloot hij af met grote metalen schuifdeuren. De buitenmuren verfde hij wit. In 2016 werd het vanaf 2002 leegstaande gebouw opgeknapt en als 'Atelier Volten' in gebruik genomen.

## Tentoonstellingen
- 1951 Paleis voor Schone Kunsten, Brussel
- 1954 Groepstentoonstelling Vrij Beelden, Museum Fodor, Amsterdam
- 1955 Groepstentoonstelling Architectuur en Beeldende kunst (Liga Nieuw Beelden), Stedelijk Museum, Amsterdam
- 1965 Internationale beeldententoonstelling honderdjarig bestaan Vondelpark Amsterdam
- 1966 Stedelijk Museum, Amsterdam
- 1976 Lehmbruck-Museum, Duisburg
- 1976 Museum Boijmans Van Beuningen, Rotterdam (André Volten: reliëfs plastieken modellen 1966-1976)
- 1985 Kröller-Müller Museum, Otterlo (André Volten: 1:100)
- 1996 Lehmbruck-Museum, Duisburg (Konstruktion und Struktur 1965 - 1995)
- 2018 Museum Beelden aan Zee, Scheveningen (Utopia)
- 2018 Atelier Volten, Amsterdam (André Volten, een overzicht van Volten's vrije werk)
- 2019 Atelier Volten, Amsterdam (Henri Borduin en André Volten)
- 2019 BPD Kunstcollectie Burgerweeshuis, Amsterdam (Spiegels van de Hemel - André Volten)
- 2021 Atelier Volten, Amsterdam (KUIJER/VOLTEN, tentoonstelling met werken van Ruud Kuijer en André Volten)
- 2022 Atelier Volten, Amsterdam (De jonge André Volten)
- 2025 Atelier Volten, Amsterdam (100 jaar André Volten. Poëzie in ijzer en staal)

## Werken (selectie)

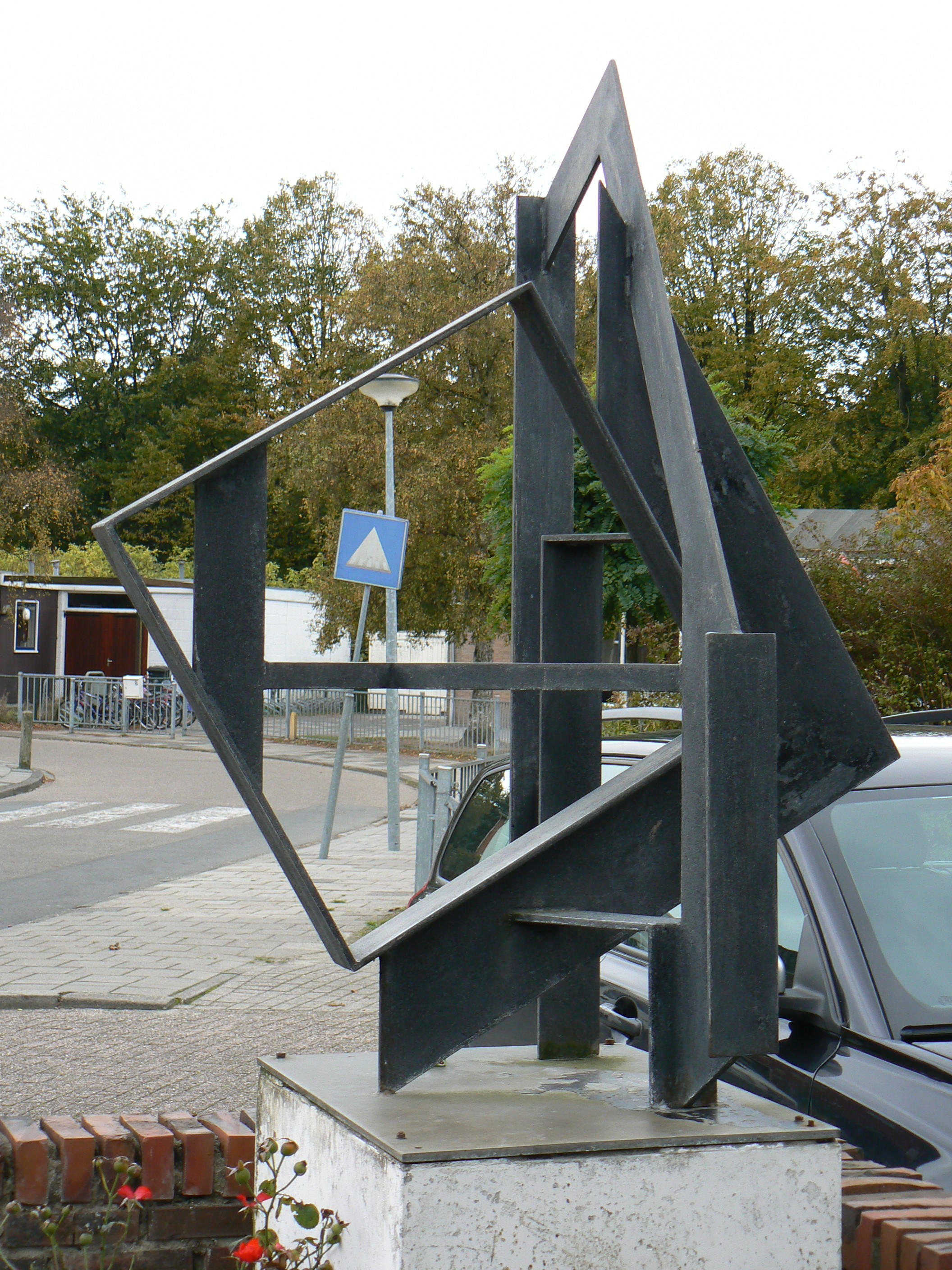
Zonder titel (1955), Uithuizen

### Nederland
- Zonder titel (1955), Uithuizen
- Zonder titel (1961), beeldentuin Museum Boijmans Van Beuningen in Rotterdam
- DIN 20 (1963),[1] stadscentrum in Enschede
- Construction" (1963) Arnhem, Onderlangs voor het Artez[2]
- Constructie (Gevelsculptuur, 1964/65), kantoorgebouw Kon. Marialaan in Den Haag
- De Moderne Stad (1965), Bezuidenhoutseweg in Den Haag
- Constructie H-Balk DIN 30 (1965) - 3-delig, Sloterpark in Amsterdam Nieuw-West
- Constructie staal DIN 20 (1965) - eendelig, eerste geplaatst in het Vondelpark; verhuisde naar de Wiltzanghlaan
- Zonder titel (1966), stalen object, oorspronkelijk geplaatst bij school Winterdijk, later verplaatst naar school Groen van Prinstererlaan (zijde Calslaan) in Gouda
- Kerktoren van de Pinksterkerk (1965), van Boshuizenstraat in Amsterdam-Buitenveldert
- Constructie in DIN 2.0 (1966), Siegerpark in Amsterdam Nieuw-West
- Drie zuilen (1968) in Drachten
- Bewogen scherm (1968), Gorecht Oost in Hoogezand-Sappemeer
- Buizenkolom (1968), Gijsbrecht van Aemstelpark in Amsterdam
- Zonder titel (1969) in Deventer
- 50 jaar Fokker monument (21 juli 1969) in Schiphol-Oost
- Wandsculptuur (1970),[3] Sporthal Duke Ellingtonstraat in Delft
- Zuil (1970), politiebureau in Groningen
- Ter herinnering aan Anthony Winkler Prins (1970), Frederiksplein in Amsterdam
- Opengewerkte kolom (Zuil) (1970), Roetersstraat in Amsterdam
- Acht elementen (1970), gebouw Nieuw Clarenburg in Utrecht
- Vier kolommen onder een hoek van 45° (1972), kantoorgebouw Rivierstaete aan de Trompenburgstraat in Amsterdam-Zuid
- Acht stalen haken van cortenstaal (1976/1977), Drinkwaterbedrijf Kralingen in Rotterdam
- Vier vormen in graniet (1978), J.M. den Uylstraat in Amsterdam-Geuzenveld
- Kolom in gneis (1981) , tuin Kasteel Helmond
- Nr. 45 (1982): Zes cirkelelementen van brons, 1 element van basaltlavablokken, 1 element (zuil) van roestvast staal alsmede de luifel van het entréegebouw van de Koninklijke Nederlandse Jaarbeurs in Utrecht.
- Open Zuil (1984) op de boulevard in Vlissingen
- Zonder titel, ook wel Kubussen, Spaklerweg, Amsterdam
- Zonder titel (1985), Europees Octrooibureau aan de Patentlaan in Den Haag
- Zonder titel (1986), Universiteit van Tilburg (twee beelden)
- Spiegel van de hemel (1986), Bouwfonds, Hoevelaken; in 2018/2019 verplaatst naar Amsterdam
- Zonder titel (1986), Stadhuis/Muziektheater in Amsterdam
- Sculptuur (1988), Koninklijk Paleis Huis ten Bosch in Den Haag
- Zuil met gaten (1991), station Voorburg
- Symbool der gastvrijheid (1990), Stationsplein in Lelystad
- Zonder titel (1995),[4] Collectie KPN (sinds 2009 als bruikleen geplaatst aan de Minervalaan in Amsterdam-Zuid)
- Zonder titel (1996), Distelweg in Amsterdam-Noord, bijgenaamd De knoop
- Waterkunstwerk (1998), Mercatorplein in Amsterdam-West tot 2008, in 2018 geplaatst bij het atelier van Volten in Amsterdam-Noord.

### Duitsland
- Säule (1969) en Kugel und Schale (1970) behorende tot de collectie van het Skulpturenmuseum Glaskasten in Marl
- Luftbrunnen (1973/1974), Skulpturenmeile Mannheim Congrescentrum Rosengarten - een project van 25 cilindrische sculptuurdelen als camouflage voor het airconditioningsysteem alsmede 22 cilinderparten verspreid en 1 geknikte cilinder op het bordes van het theater in Mannheim
- Skulptur für eine Ebene (1977) in het beeldenpark van het Lehmbruck-Museum in Duisburg
- Ohne Titel (1978), Europaïsches Patentamt (1978), 15 bollen en bolsegmenten, deels in de bodem verzonken in München
- Fontein (1983) als onderdeel van de zogenaamde Brunnenmeile Duisburg in Duisburg

## Fotogalerijzuilen

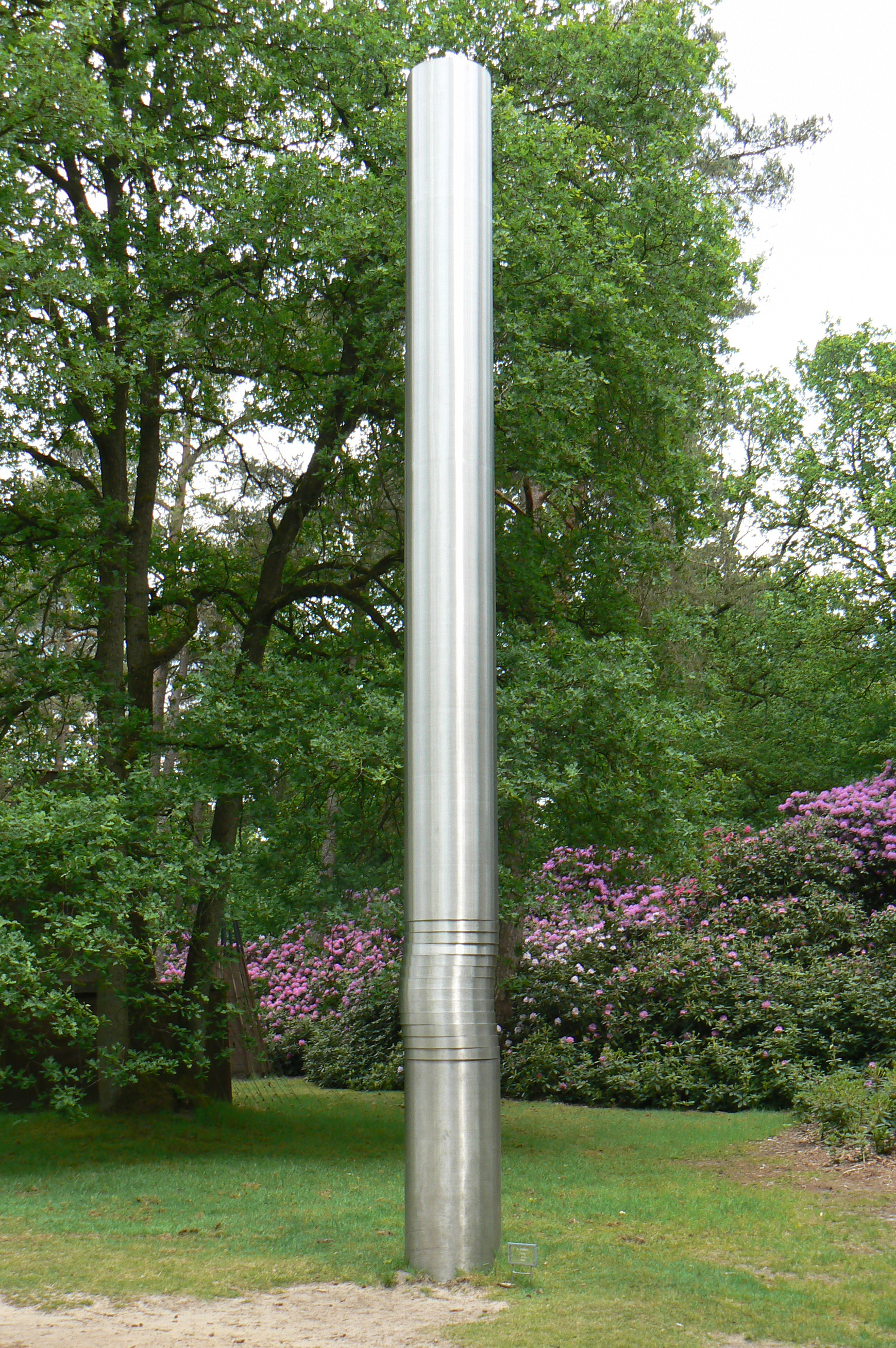
Zuil (1968) Kröller-Müller Museum
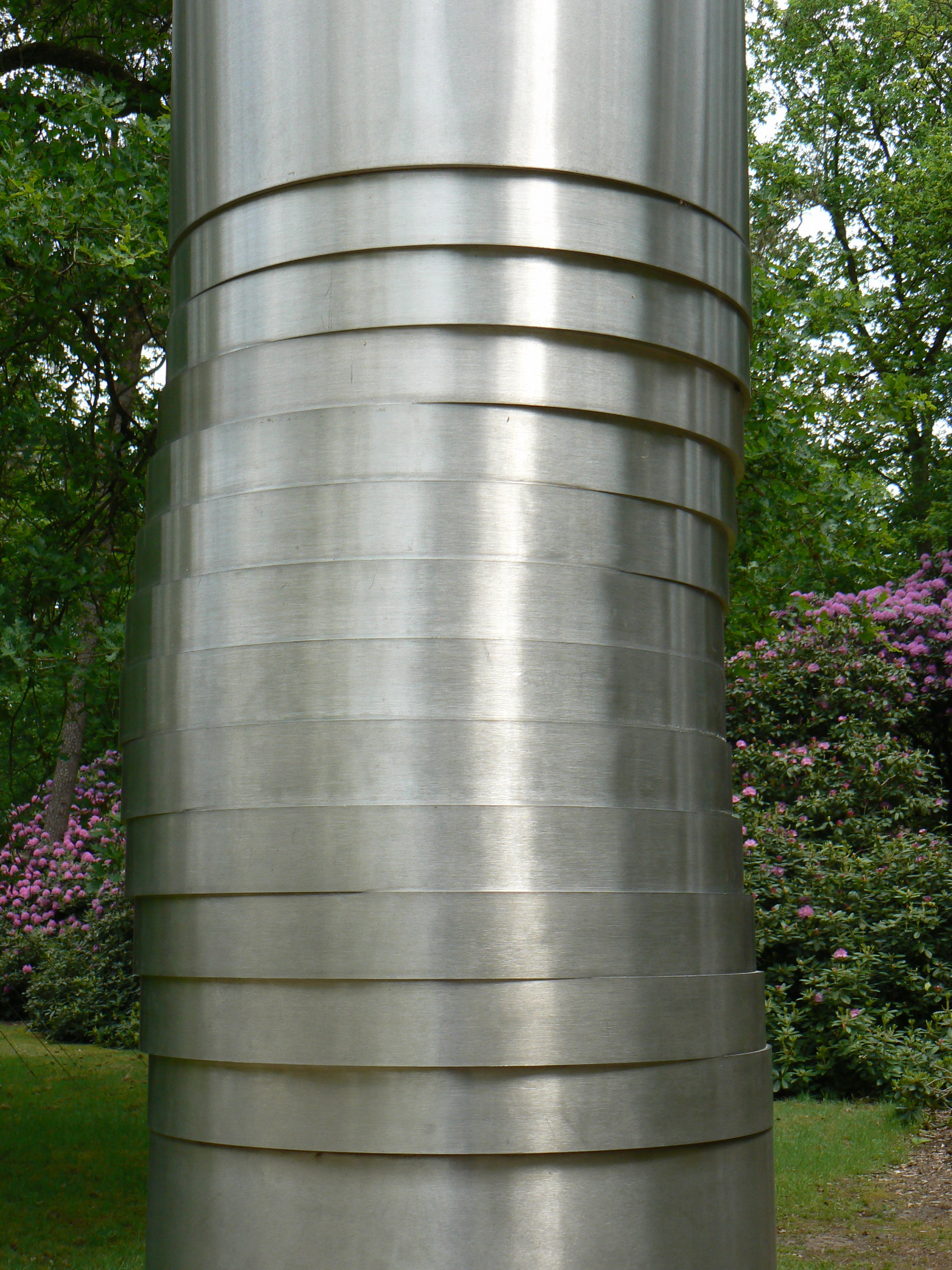
Kröller-Müller Museum: detail
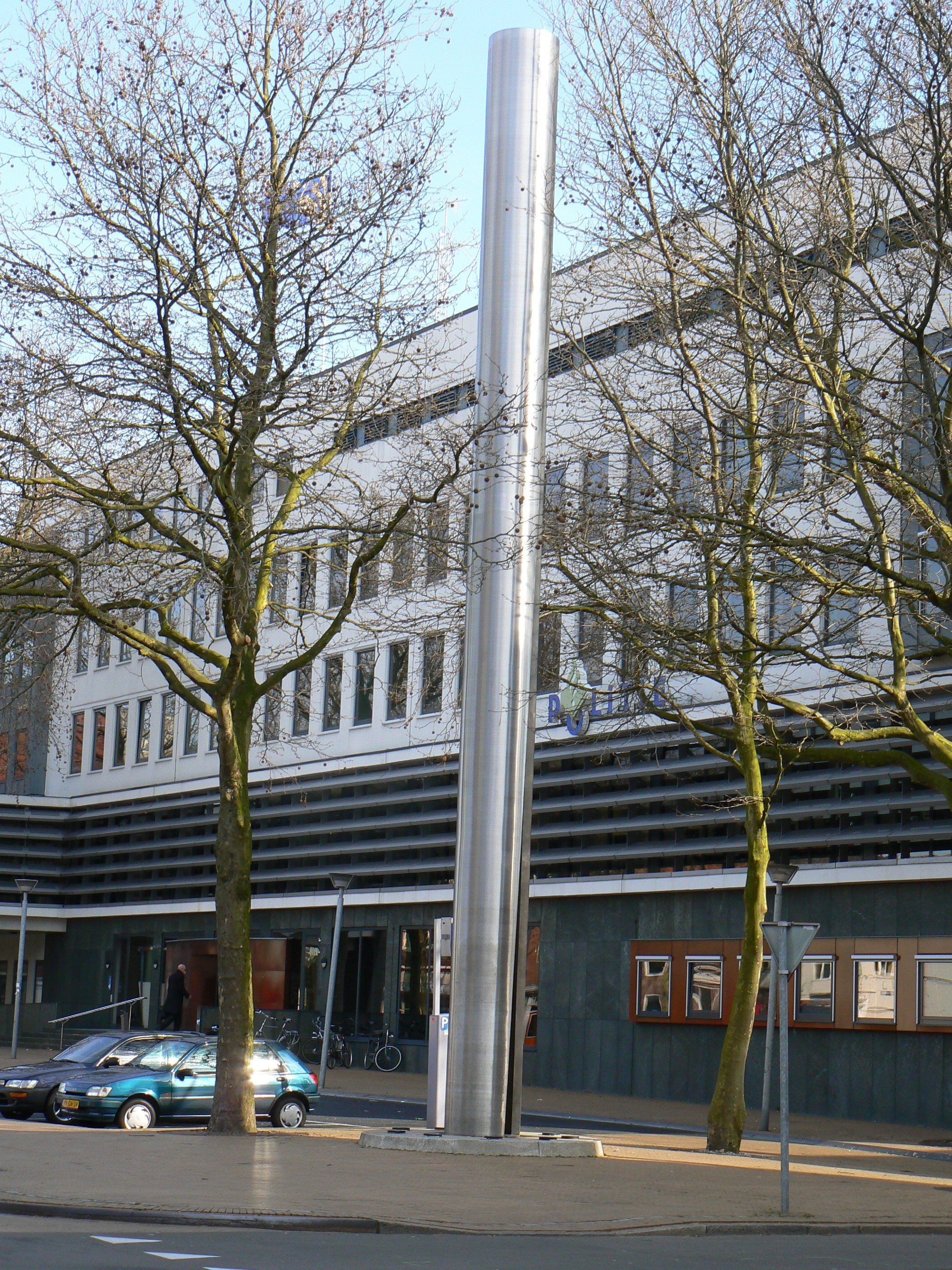
Zuil (1971) Groningen
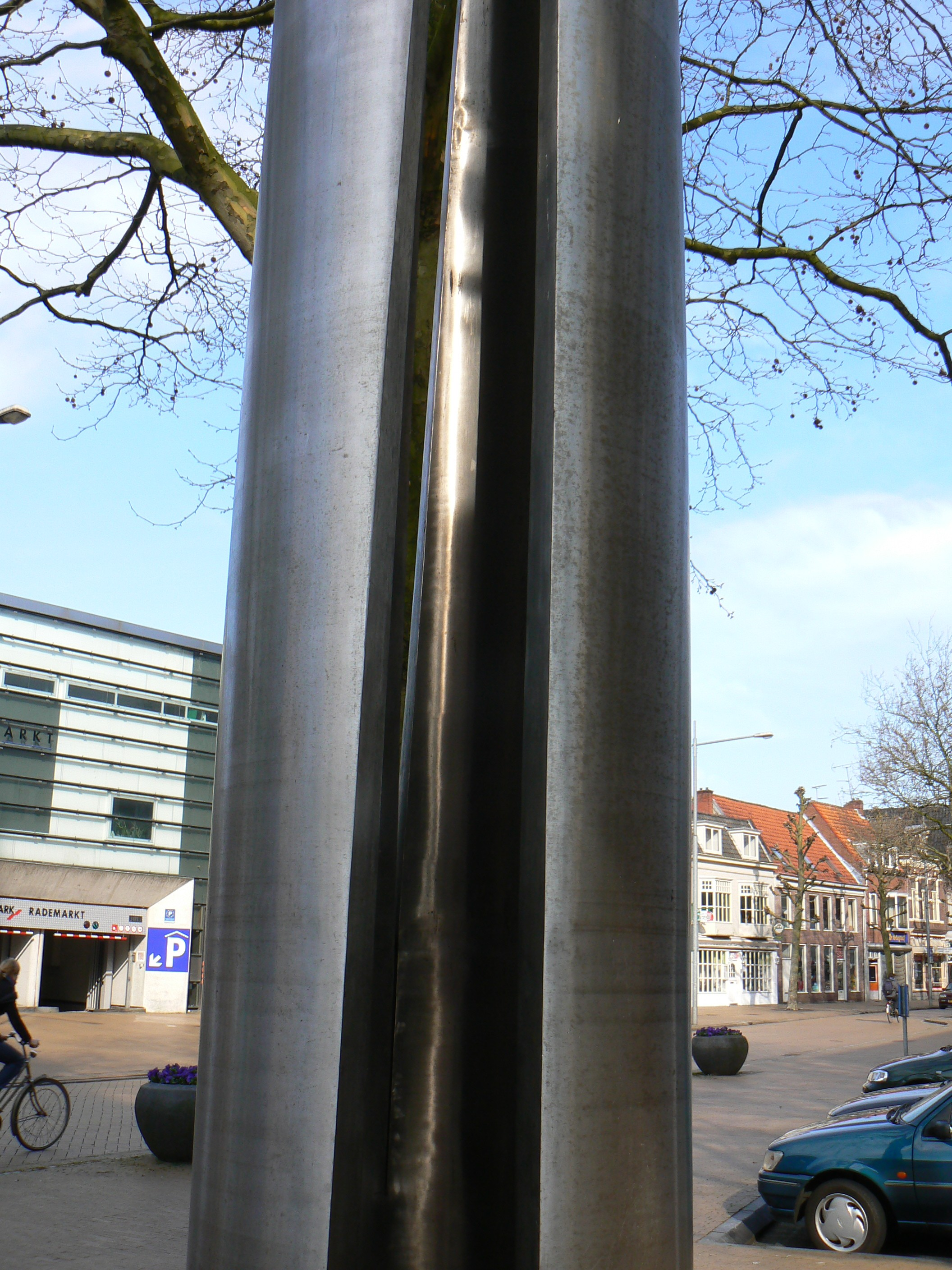
Groningen: detail
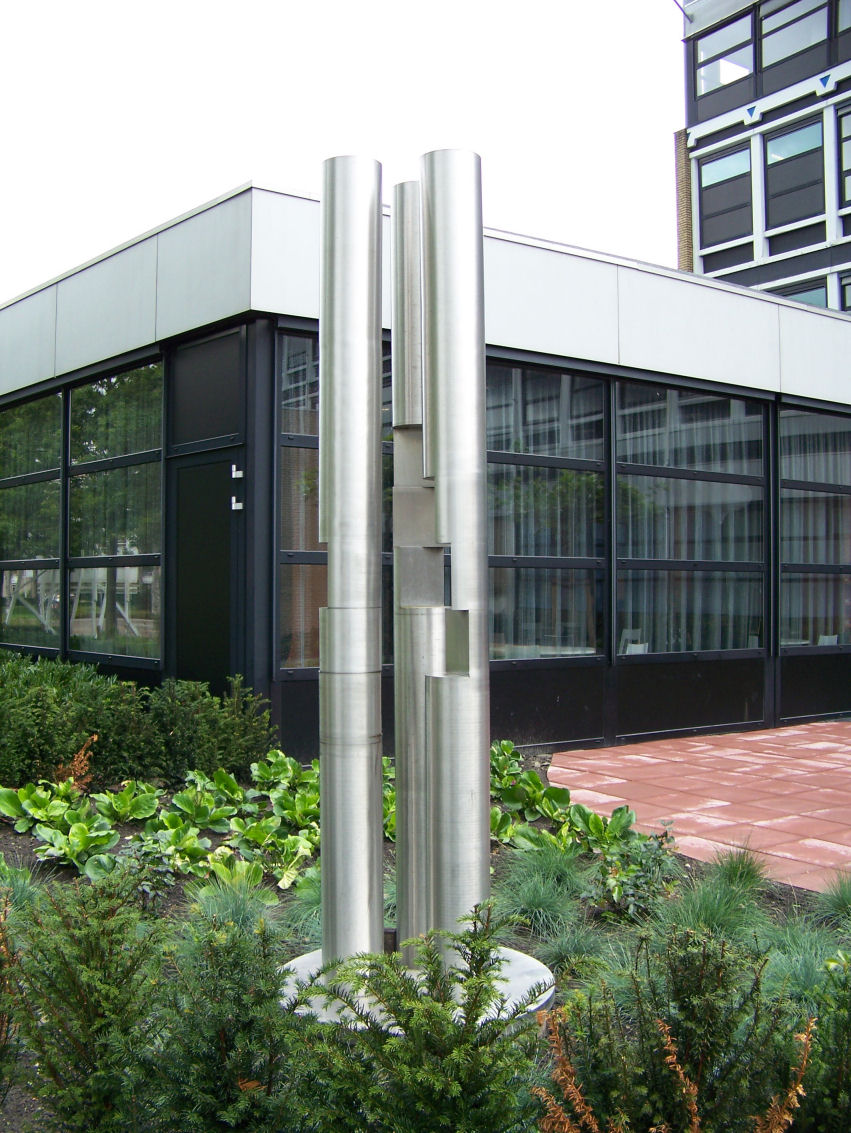
3 zuilen (1968) Drachten
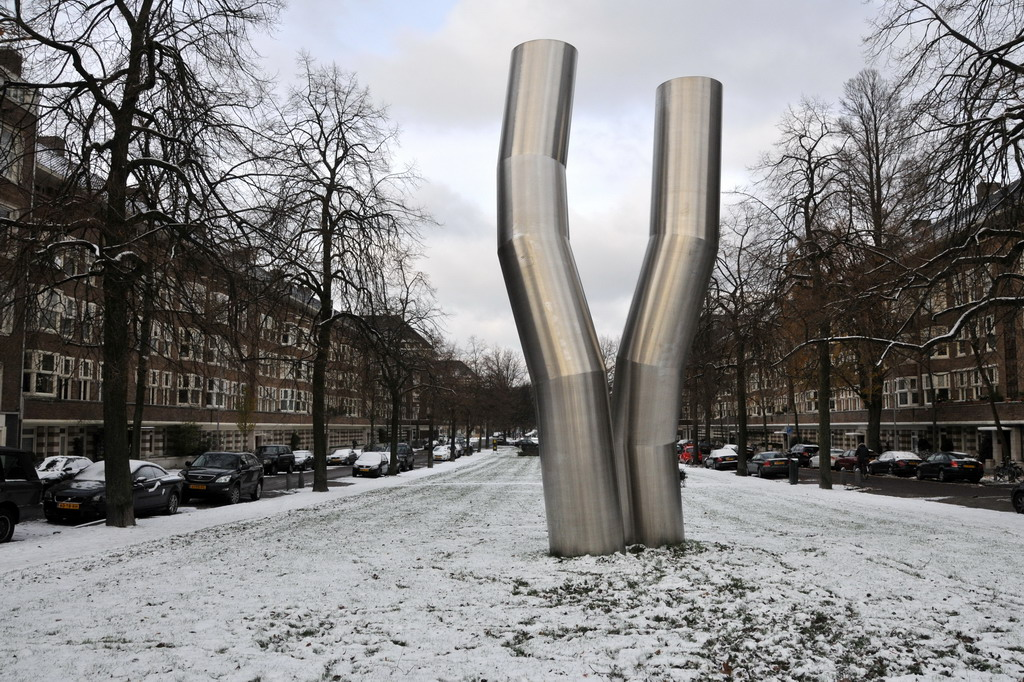
'Untitled' (1968) Minervalaan, Amsterdam-Zuid
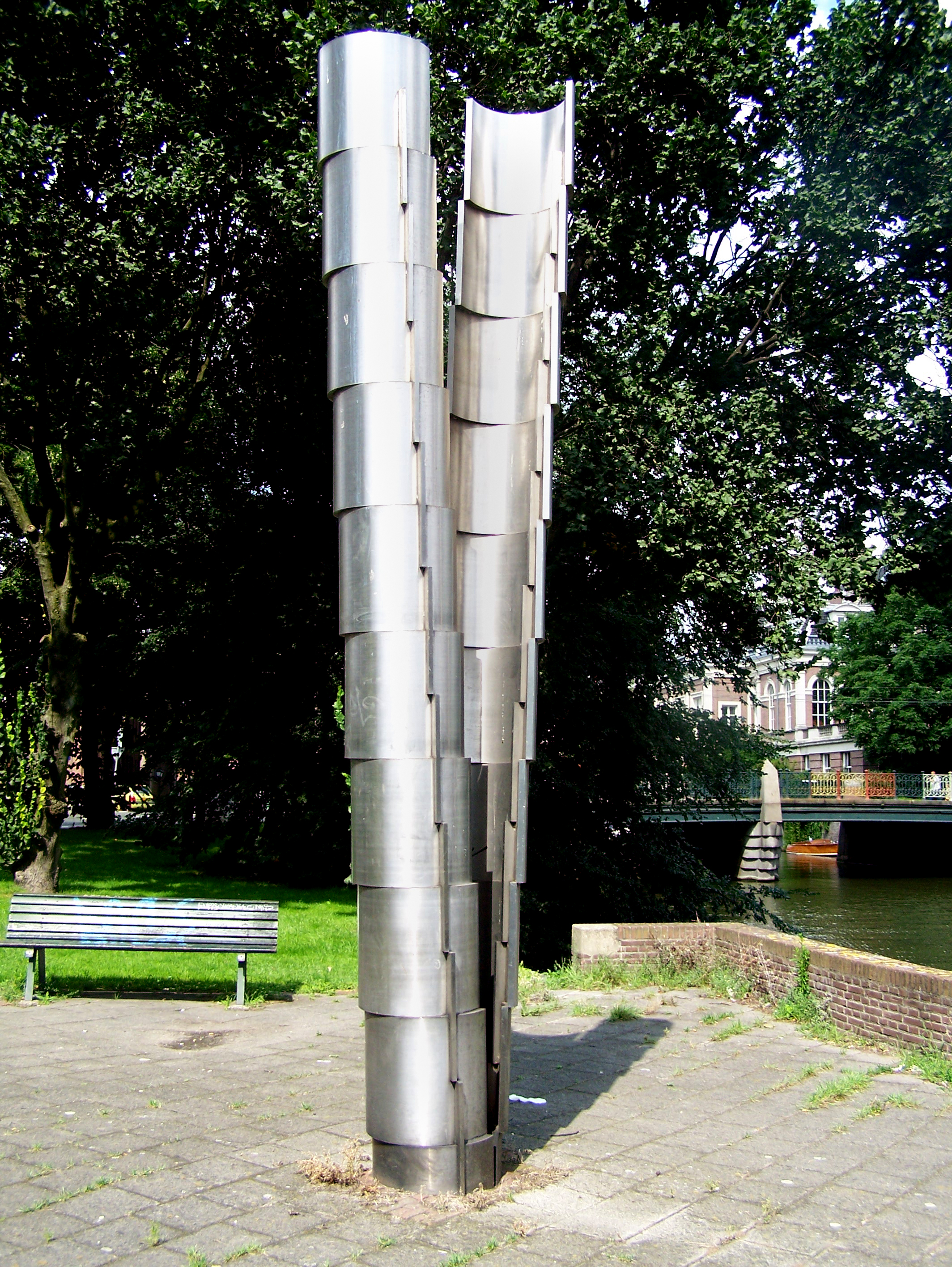
zuil (1970) Amsterdam
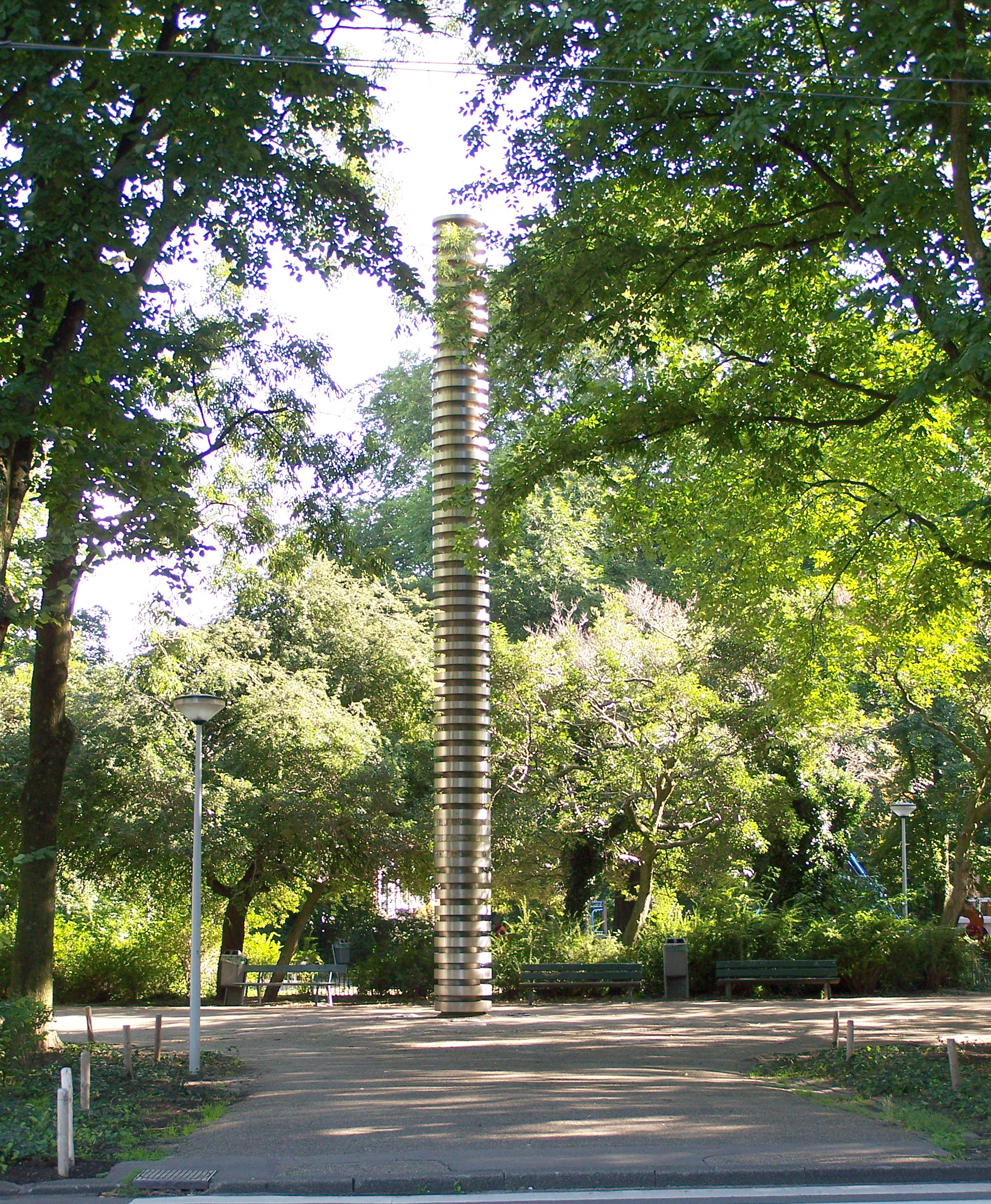
Monument voor Anthony Winkler Prins Frederiksplein, Amsterdam
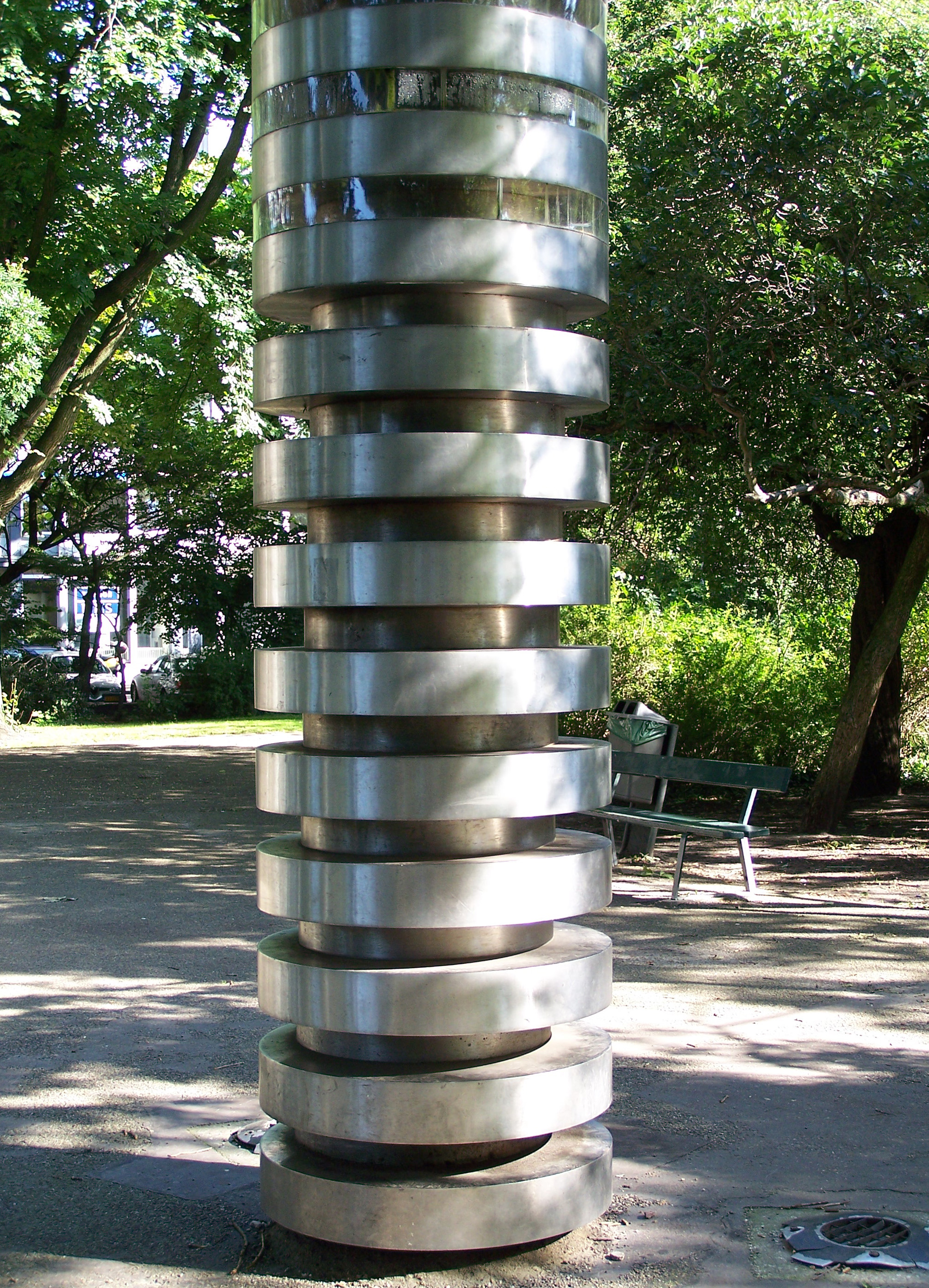
Detail van het monument voor Anthony Winkler Prins
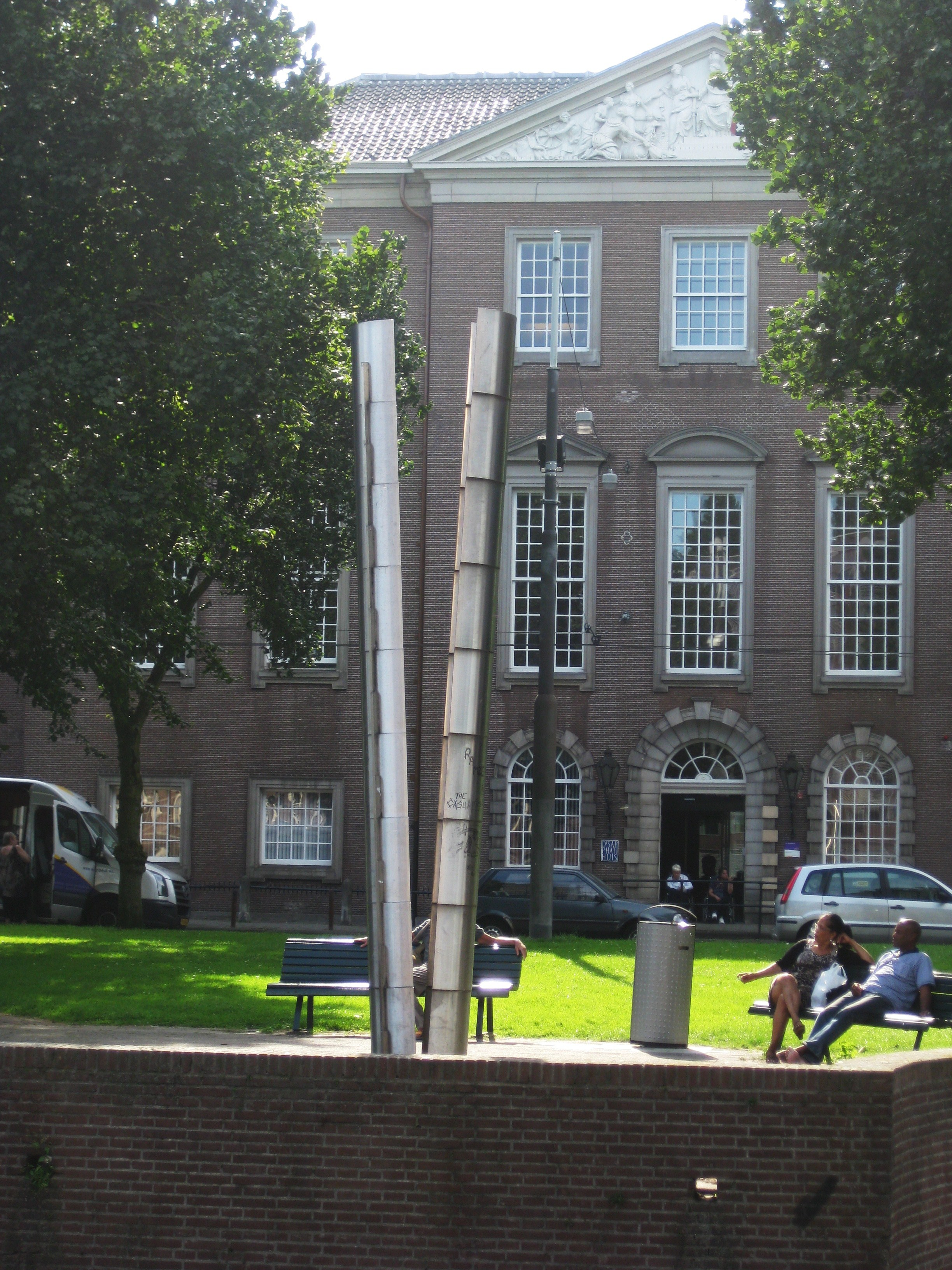
"Kolommen" (1970) voor het Dr. Sarphatihuis aan de Roetersstraat in Amsterdam.
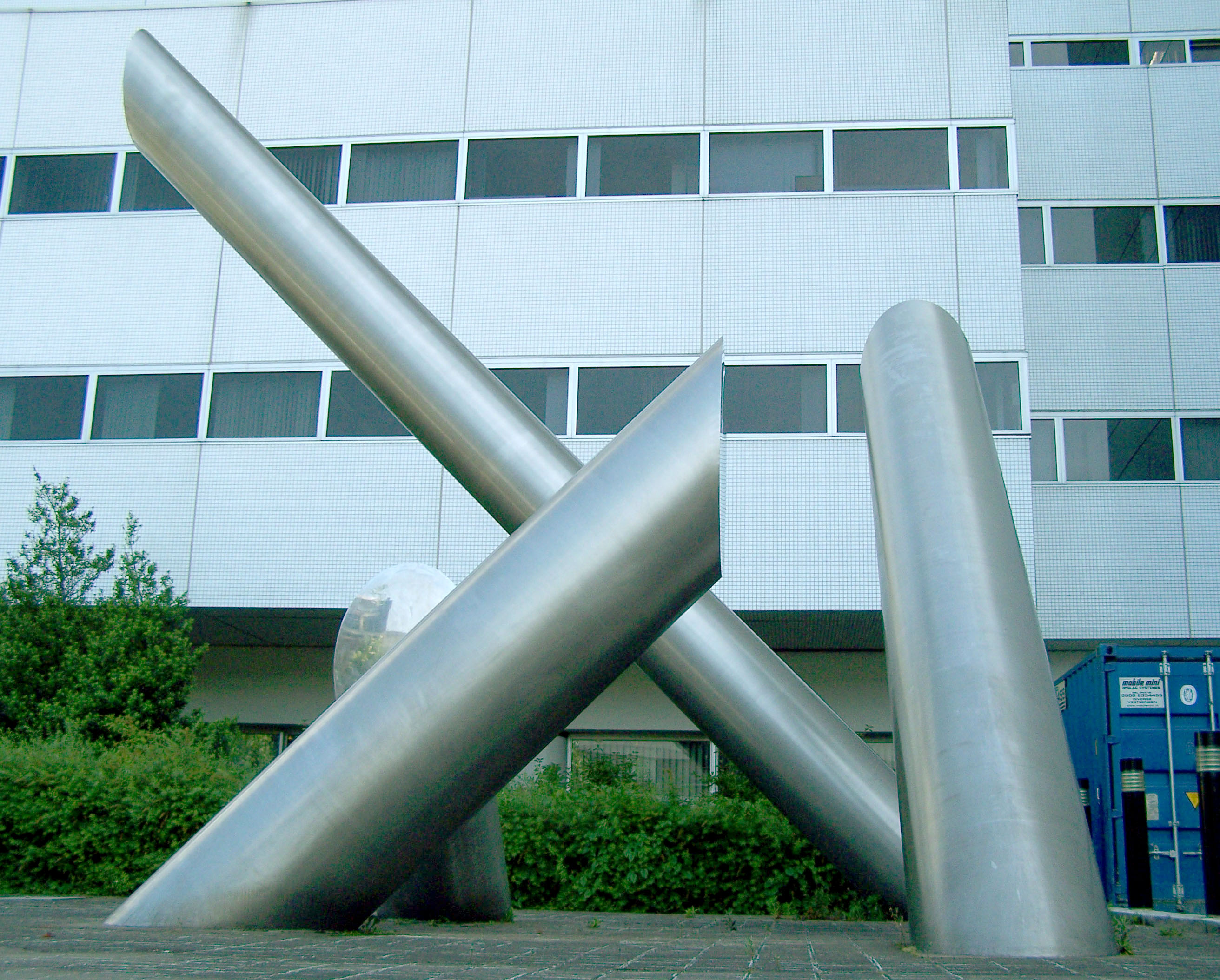
"Vier kolommen onder een hoek van 45 graden" (1972). Bij de Rivierstaete aan de Trompenburgstraat in Amsterdam-Zuid.
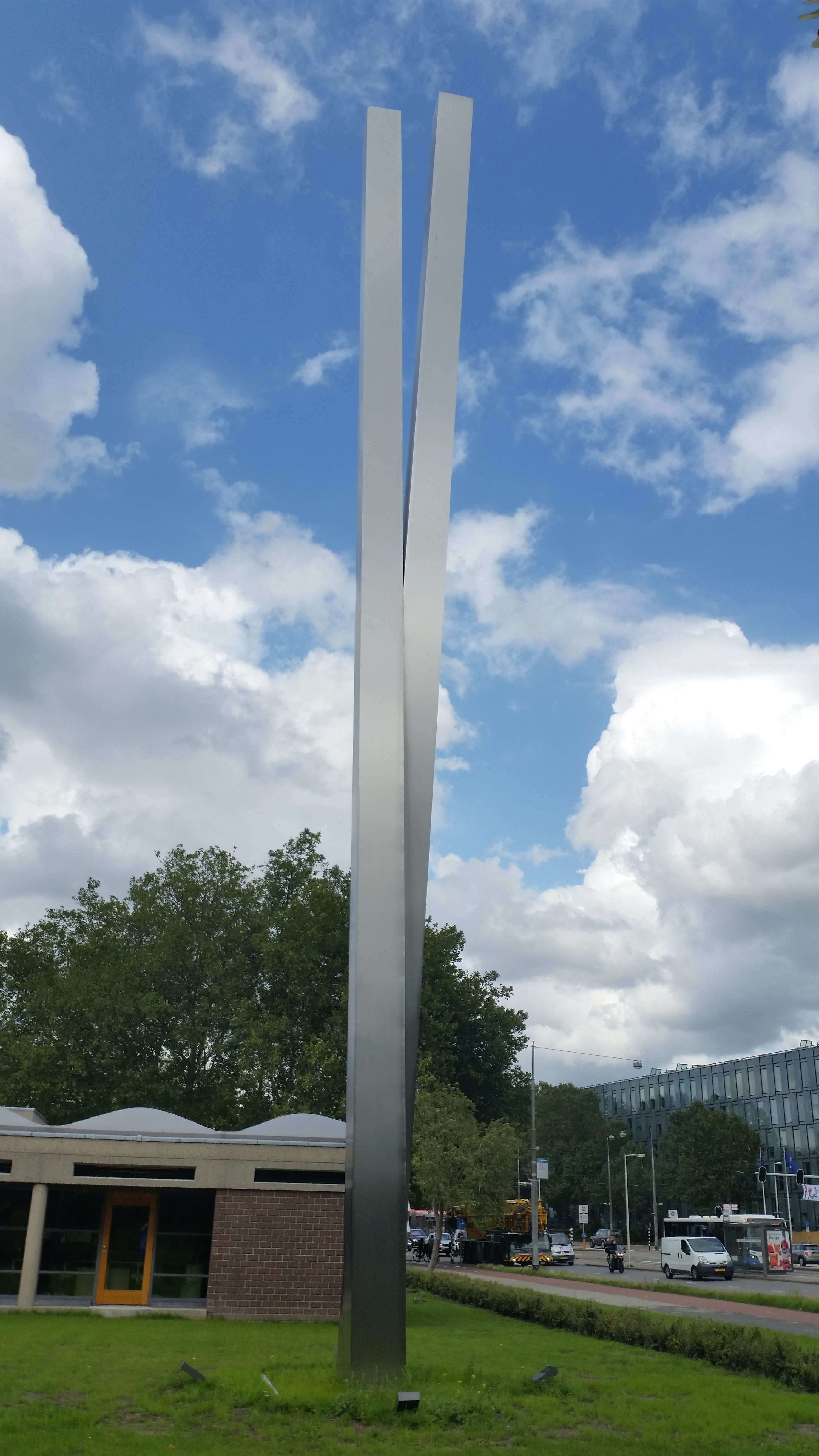
Spiegel van de hemel, tot 2018 in Hoevelaken, daarna Amstelveenseweg, Amsterdam
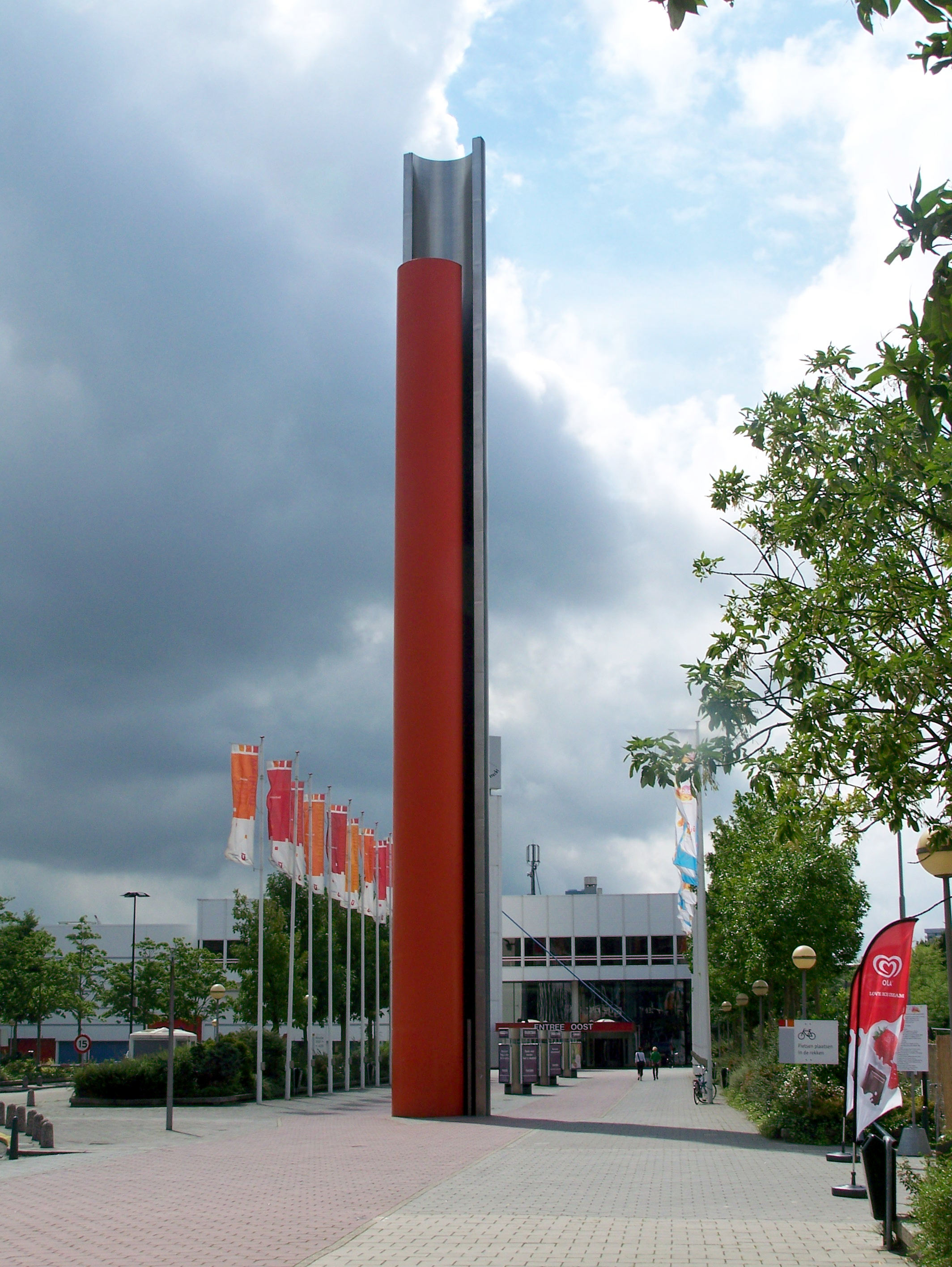
Zuil Jaarbeurscomplex Utrecht

## Fotogalerijandere werken

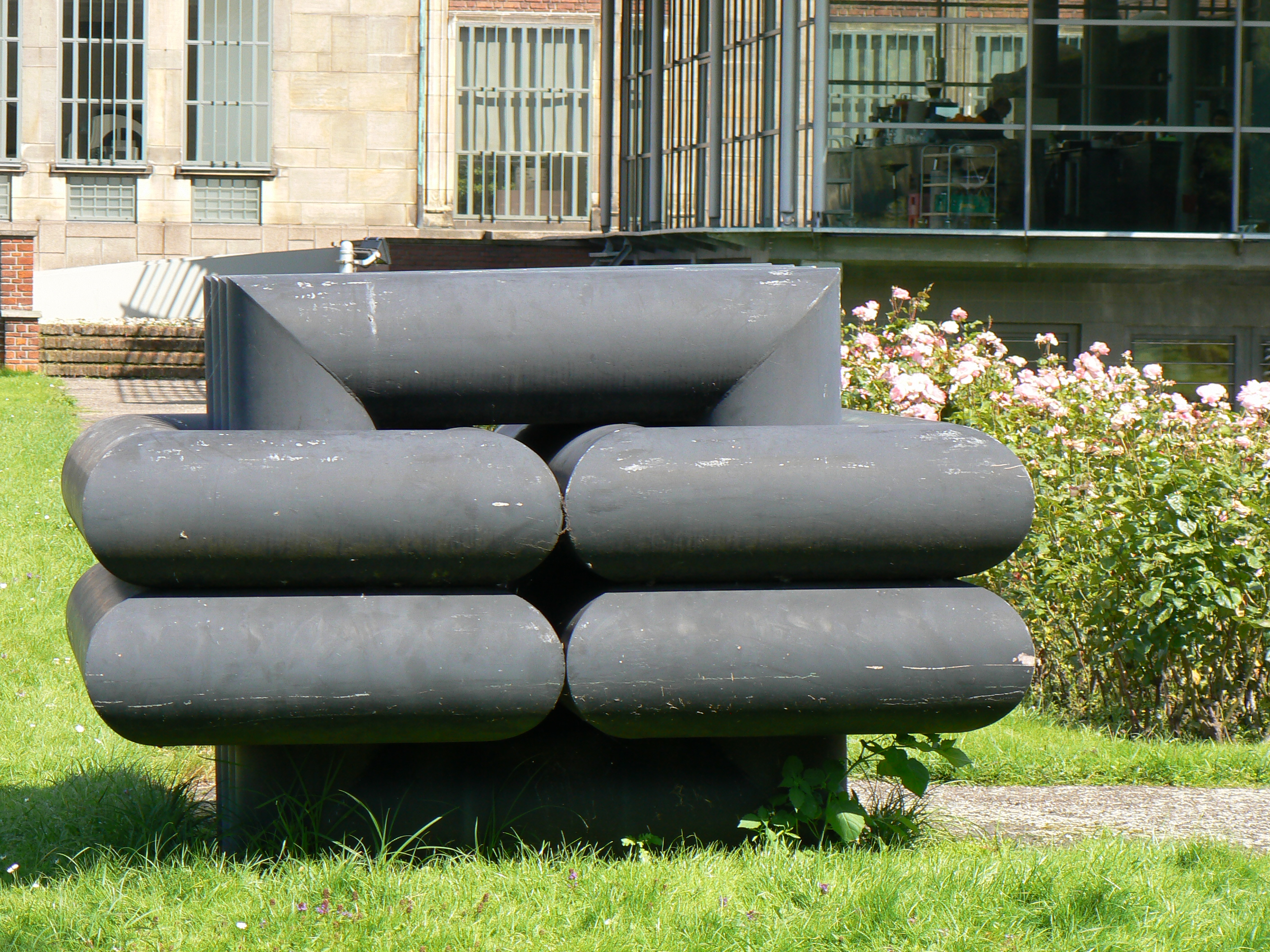
Zonder titel (1961), Rotterdam.
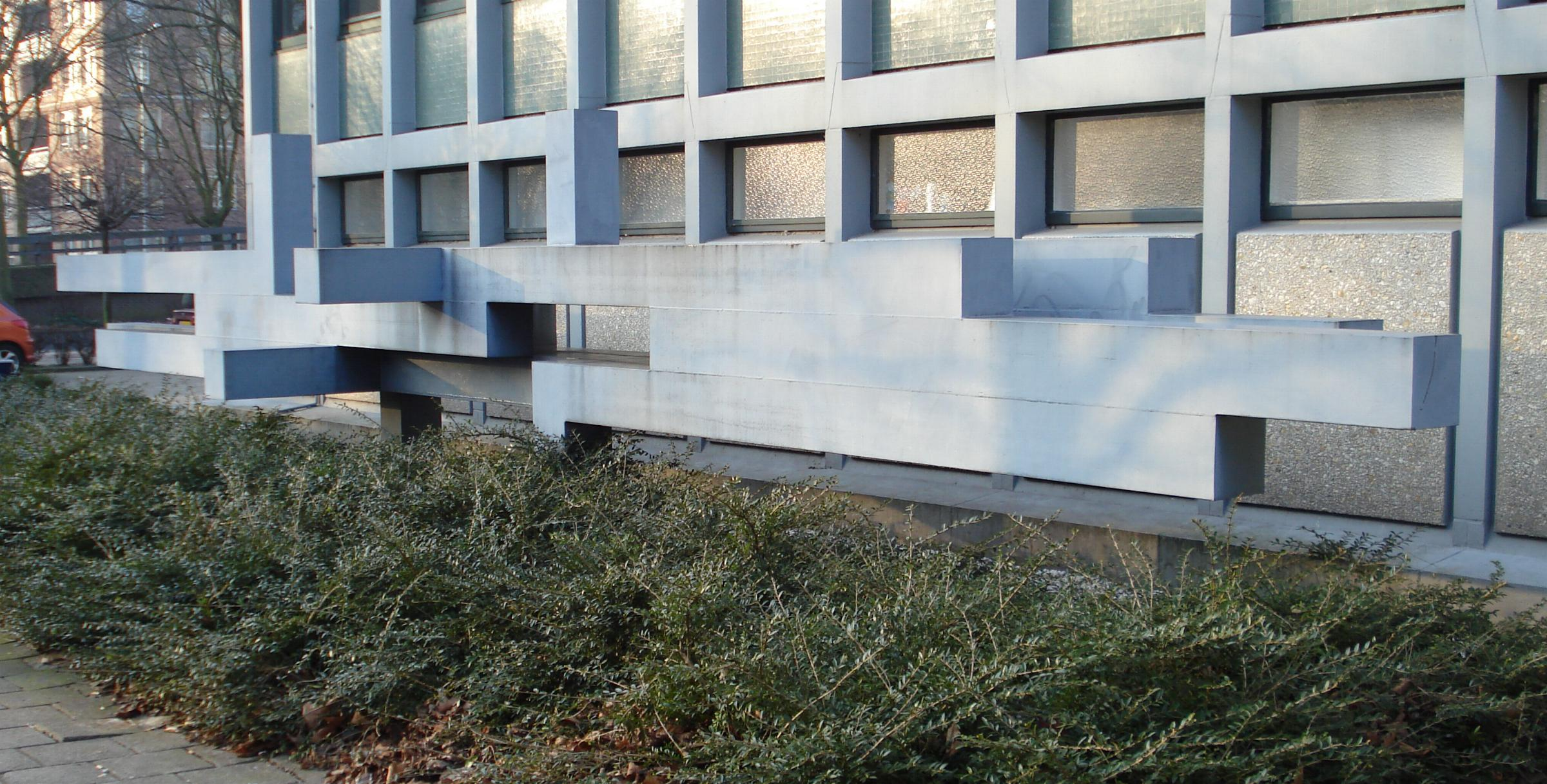
'Constructie' (1964), Kon. Marialaan, Den Haag.
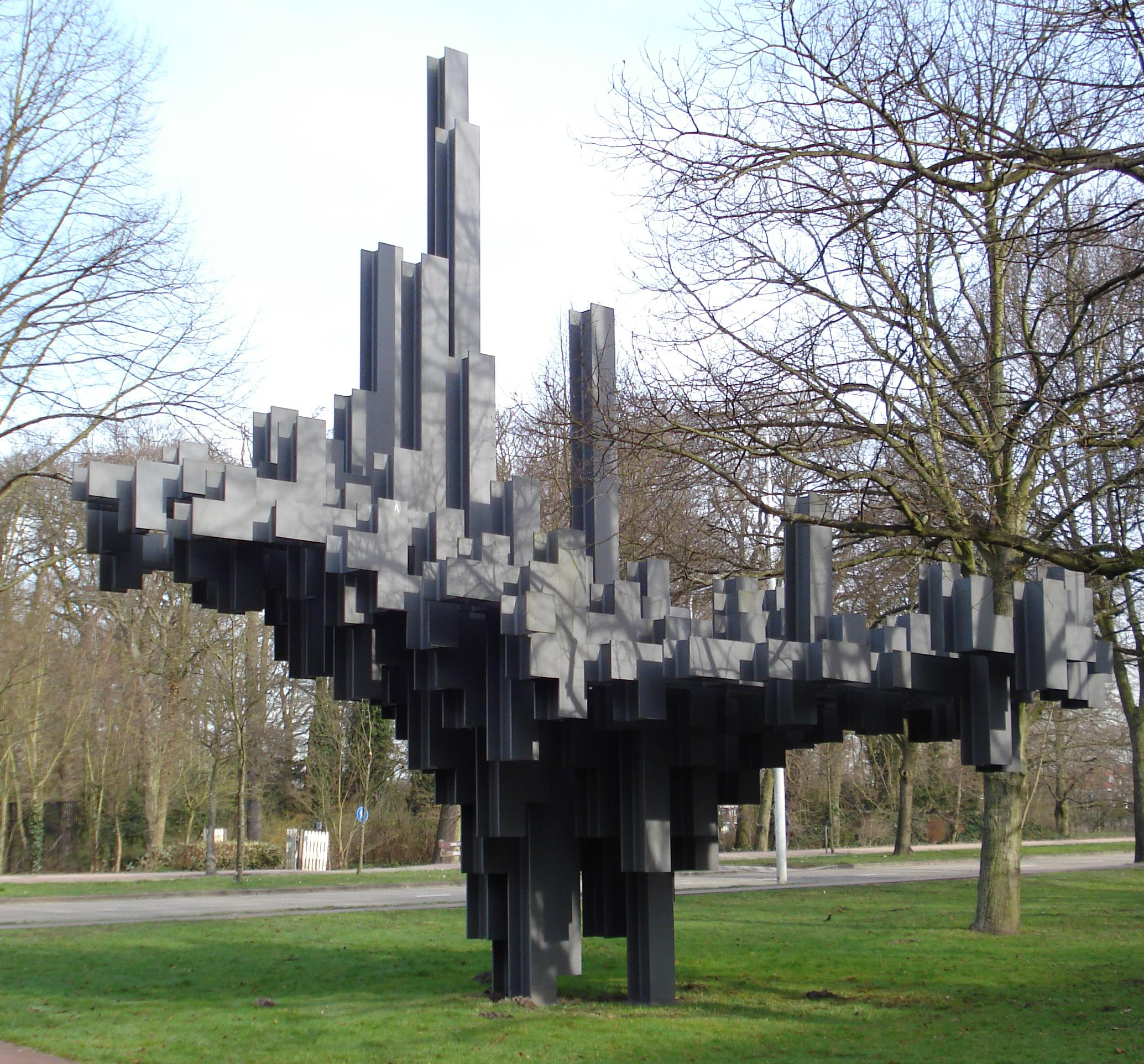
'Moderne Stad' (1965), Bezuidenhoutseweg, Den Haag.
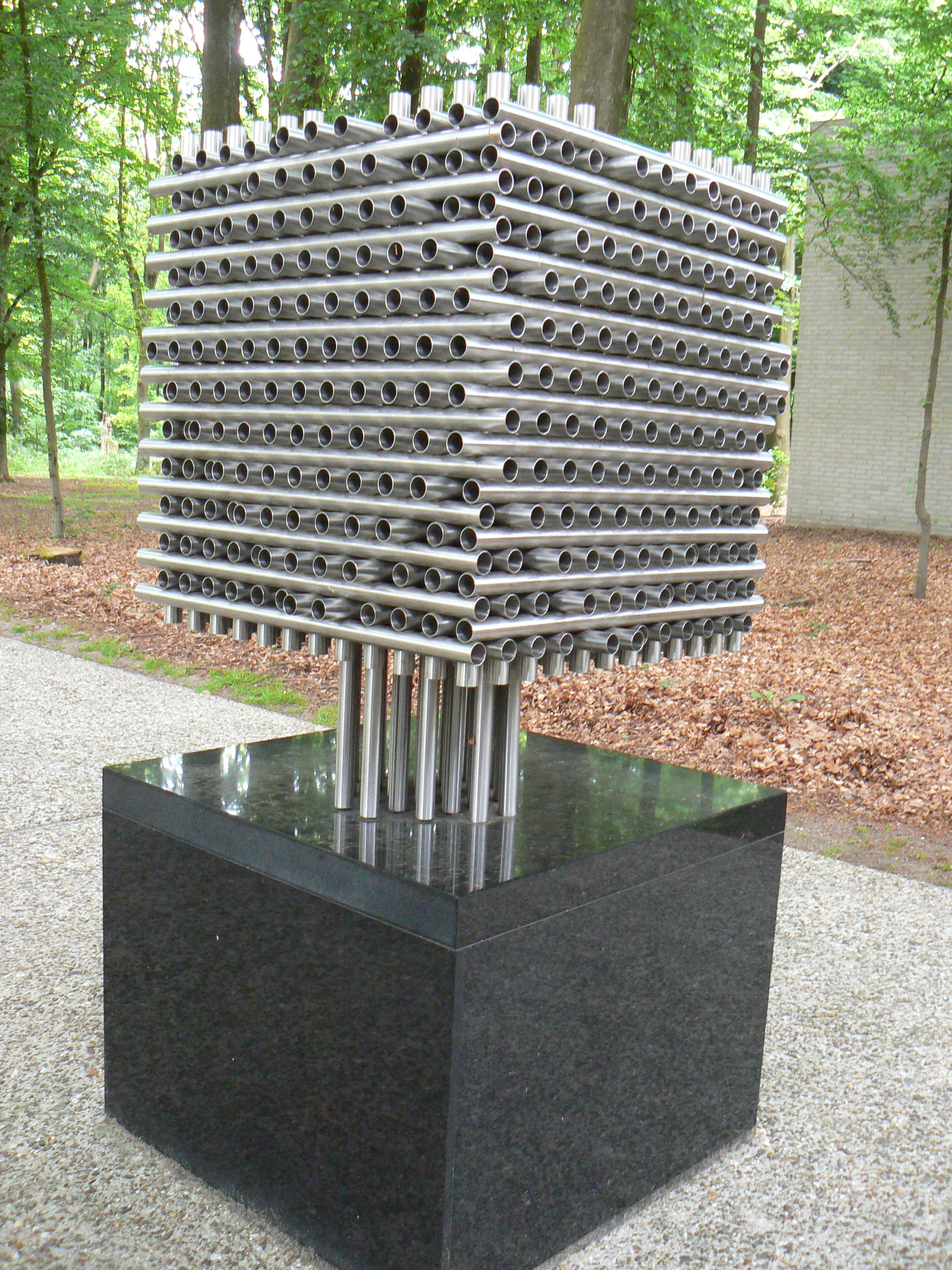
Kubische constructie (1968), Kröller-Müller Museum.
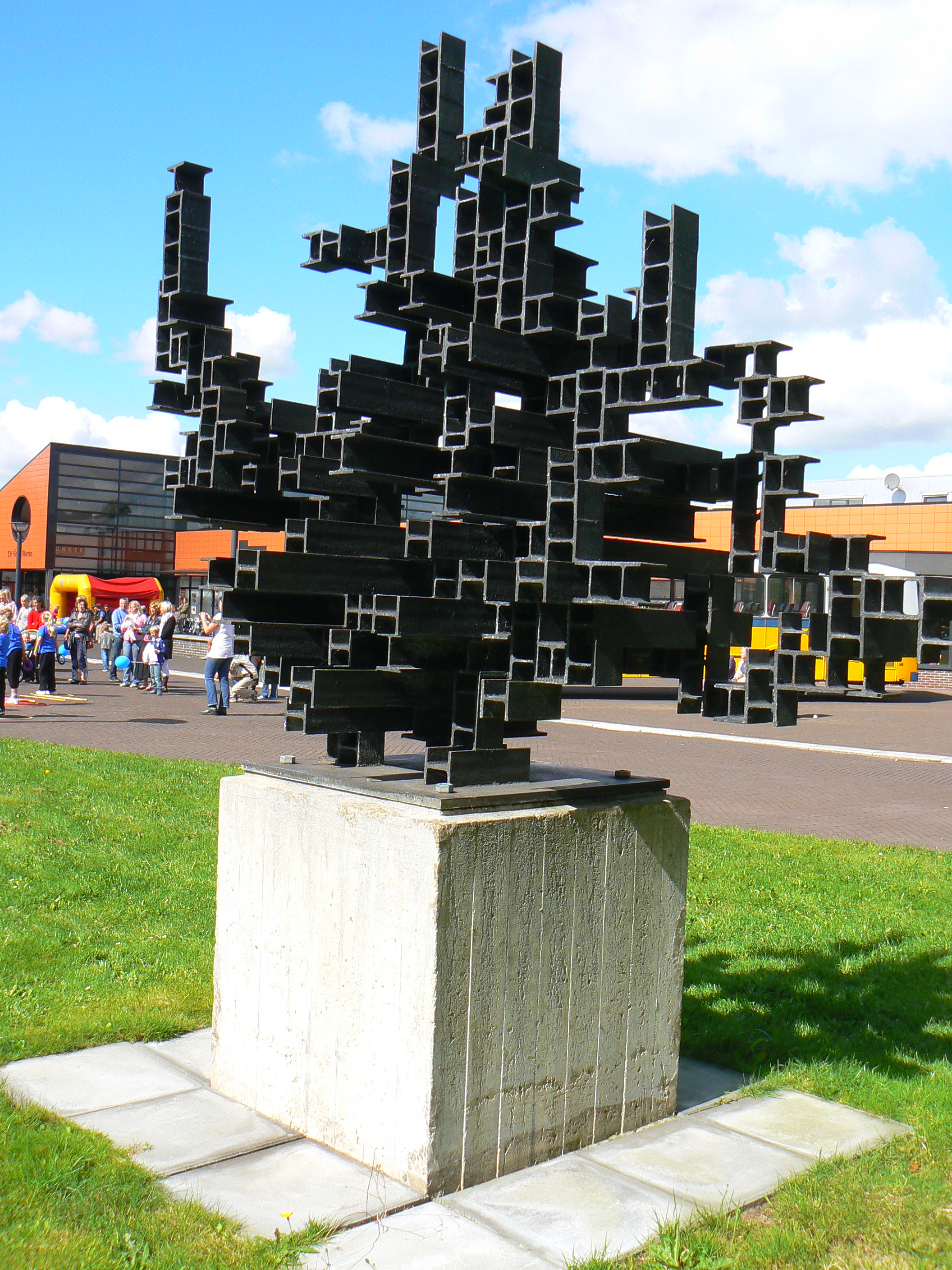
Bewogen scherm (1968), Gorecht Oost in Hoogezand-Sappemeer.
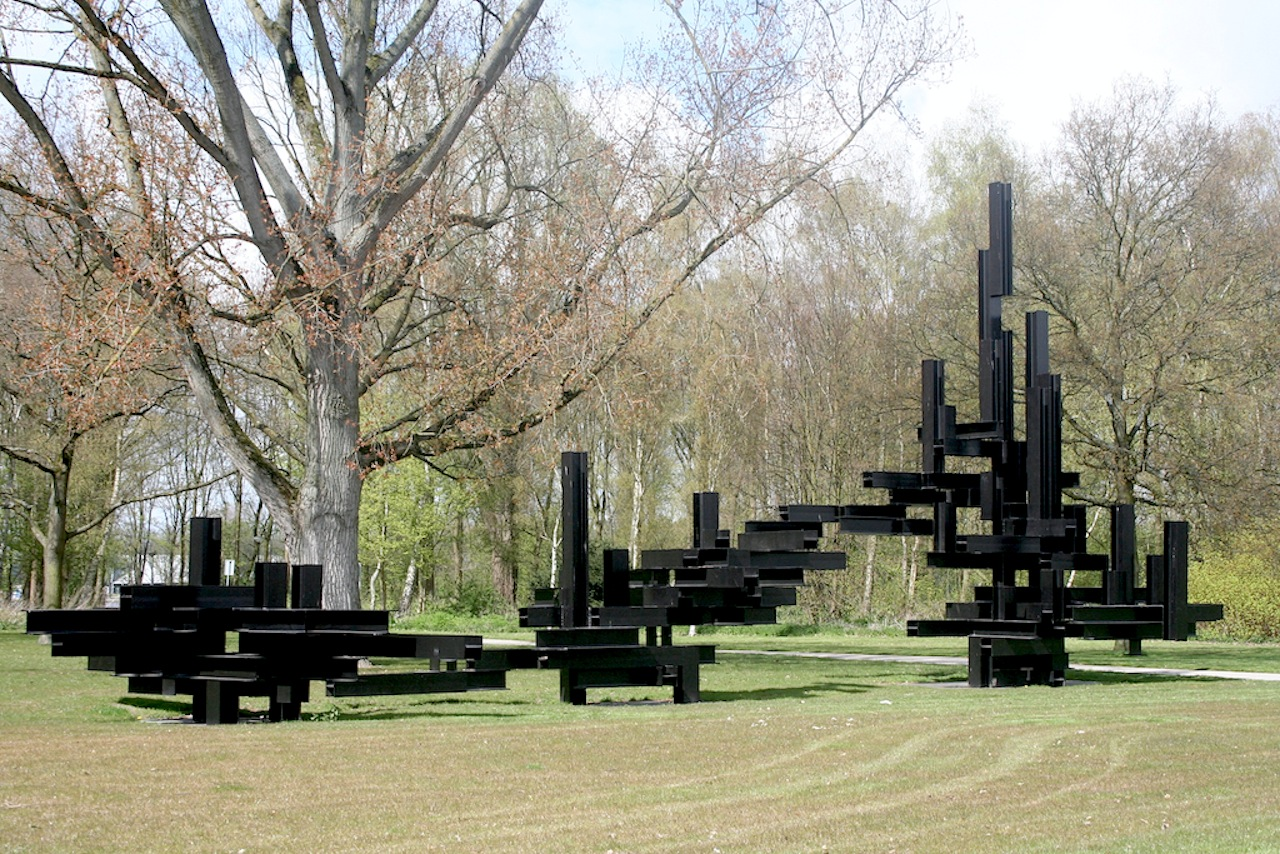
Constructie I-BEANS DIN 30 (1969), aan de Oostoever in het Sloterpark te Amsterdam Nieuw-West.
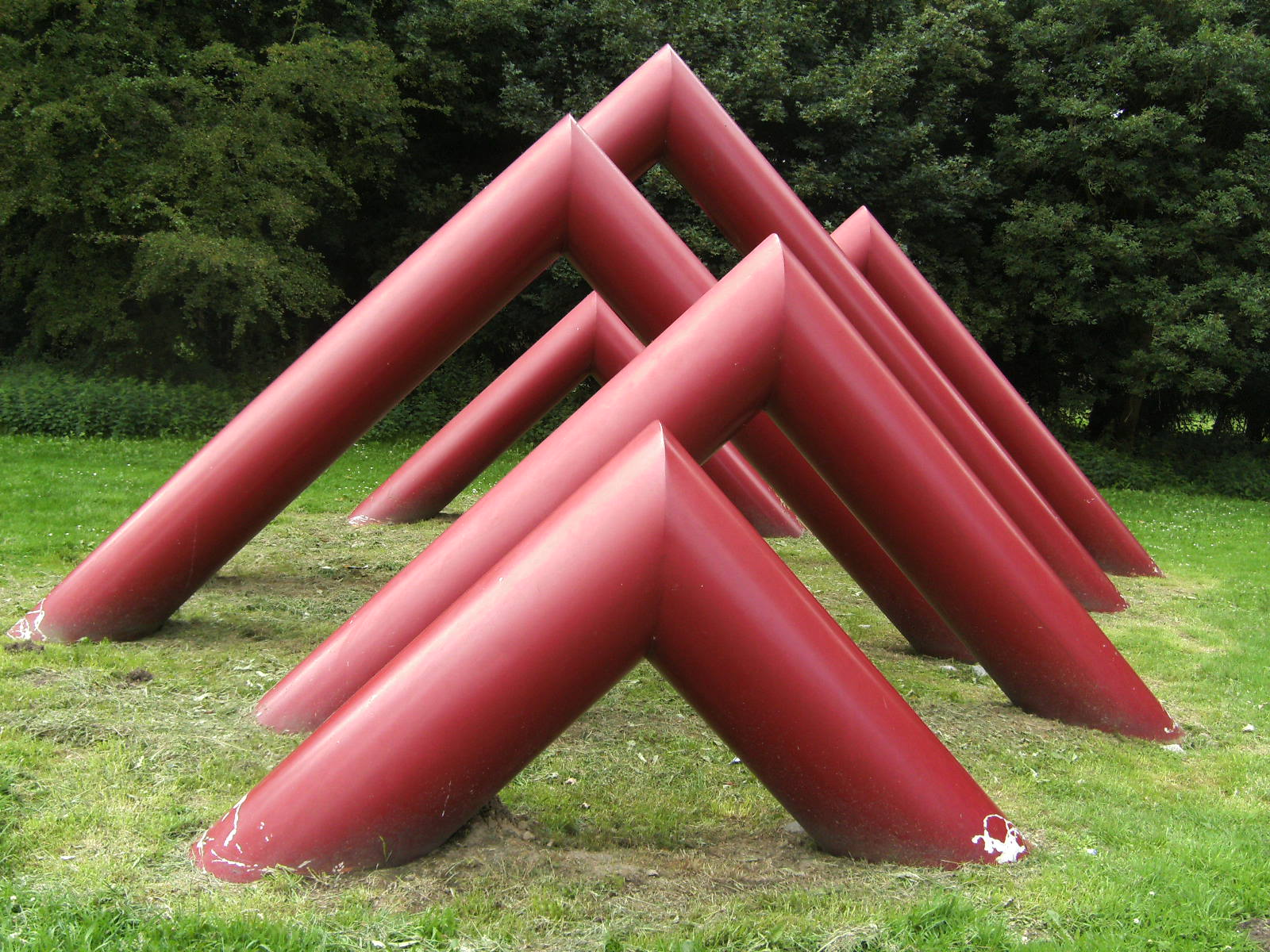
Zonder titel (1969), Karel de Grotelaan, Deventer.
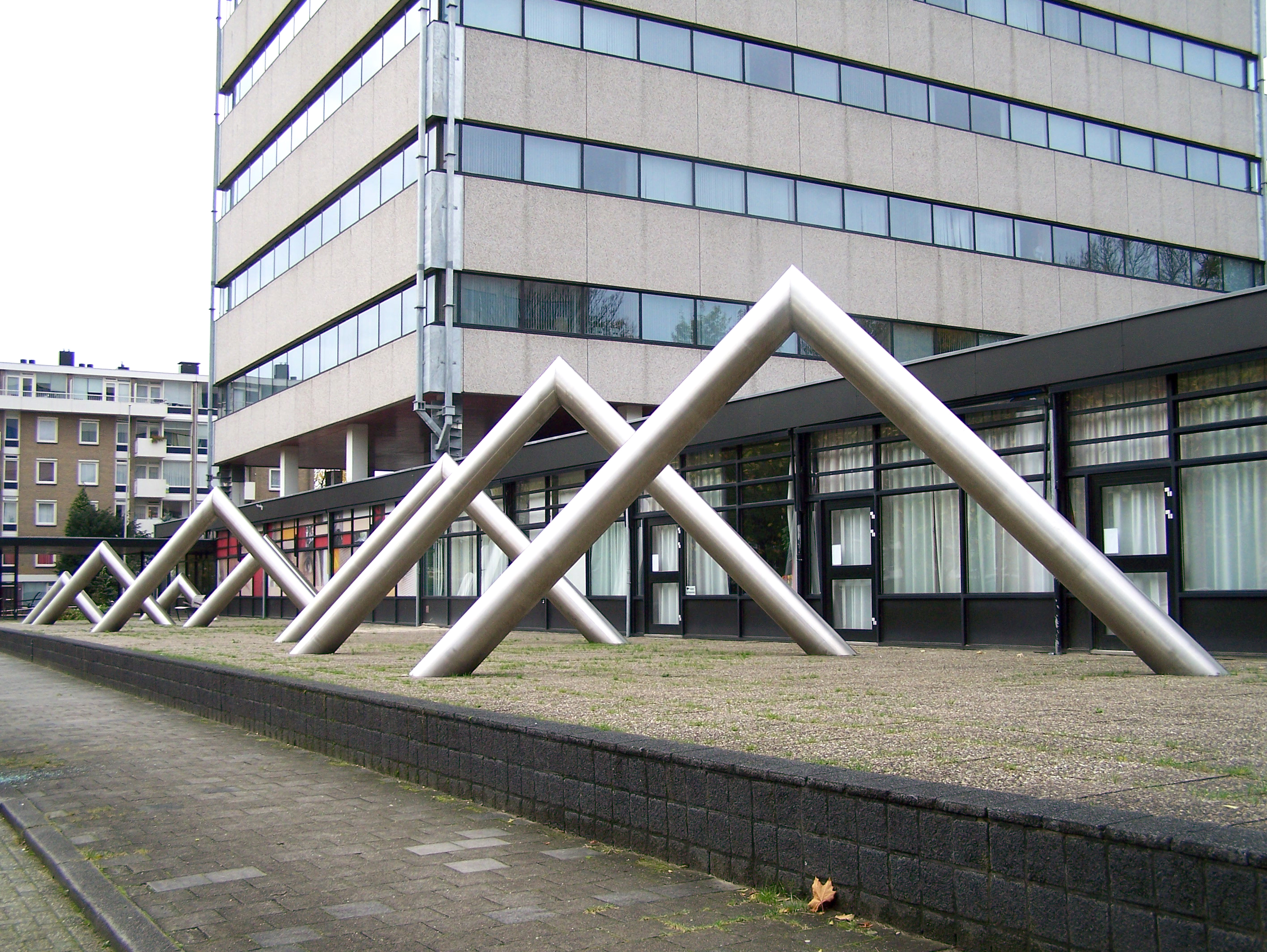
8 elementen (1970). Nieuw Clarenburg, Ravellaan, Utrecht.
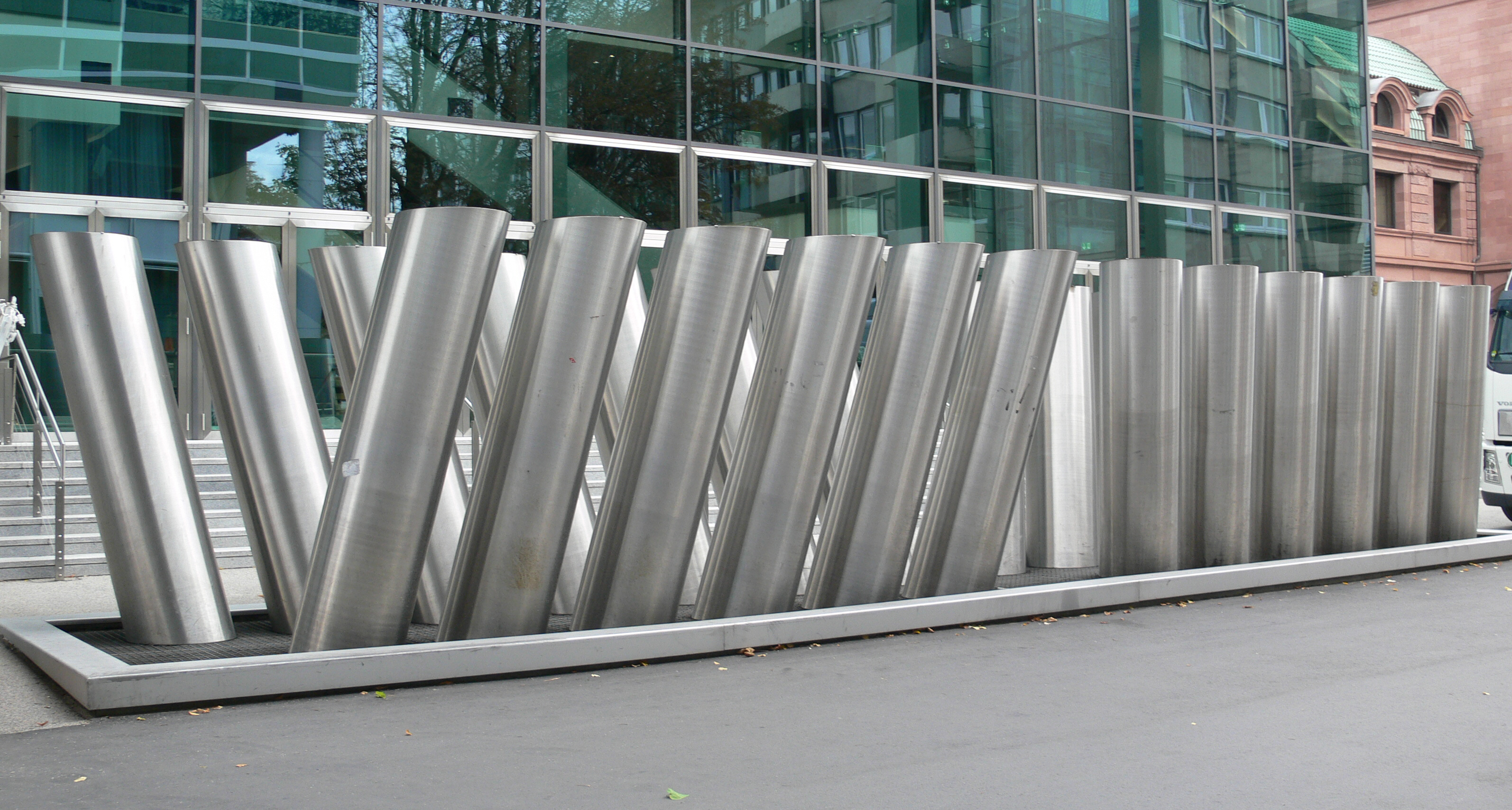
Sculptuurproject Rosengarten (1973/74), Mannheim.
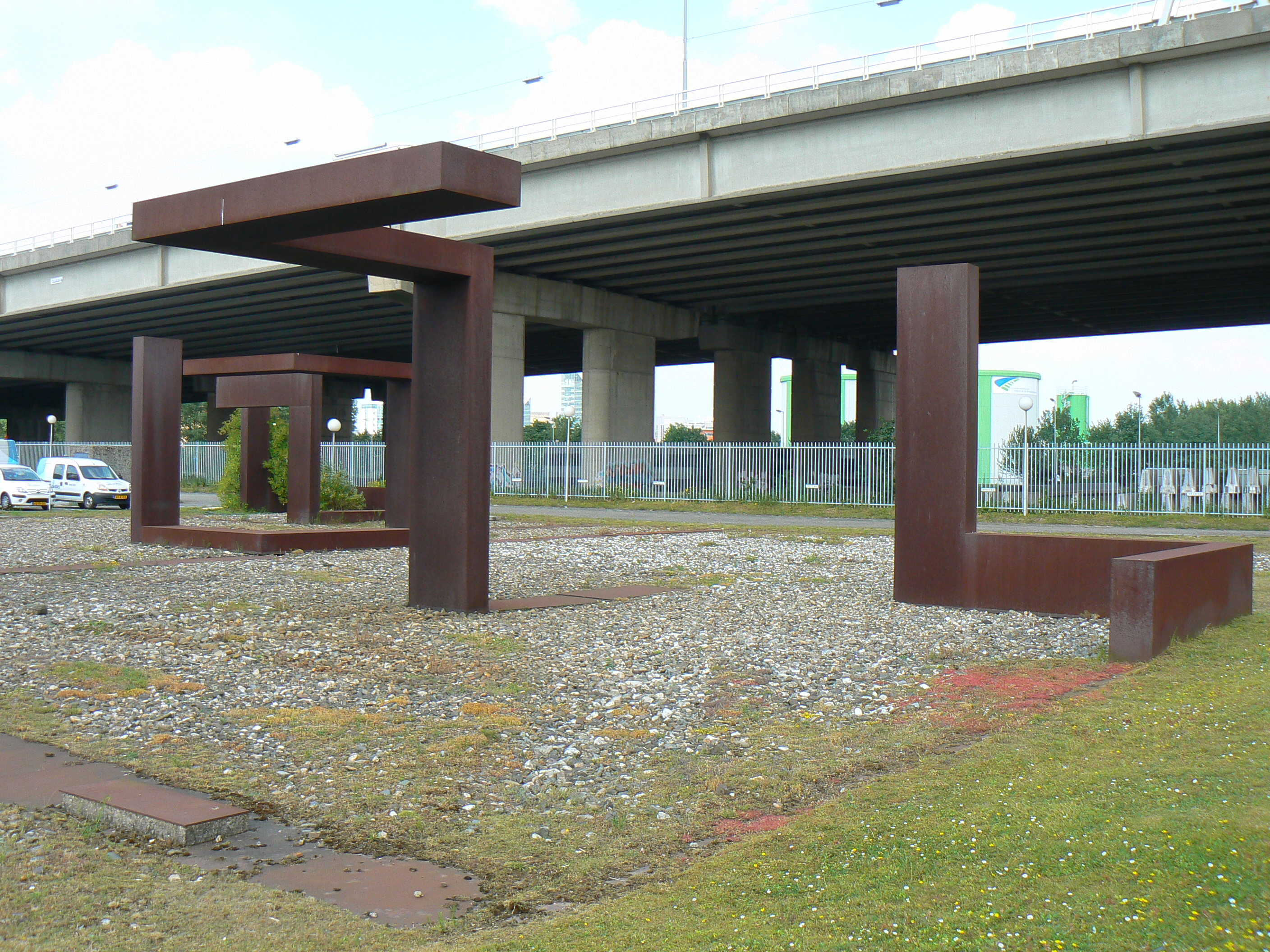
Acht elementen (1976/77), Rotterdam locatie Kralingen.
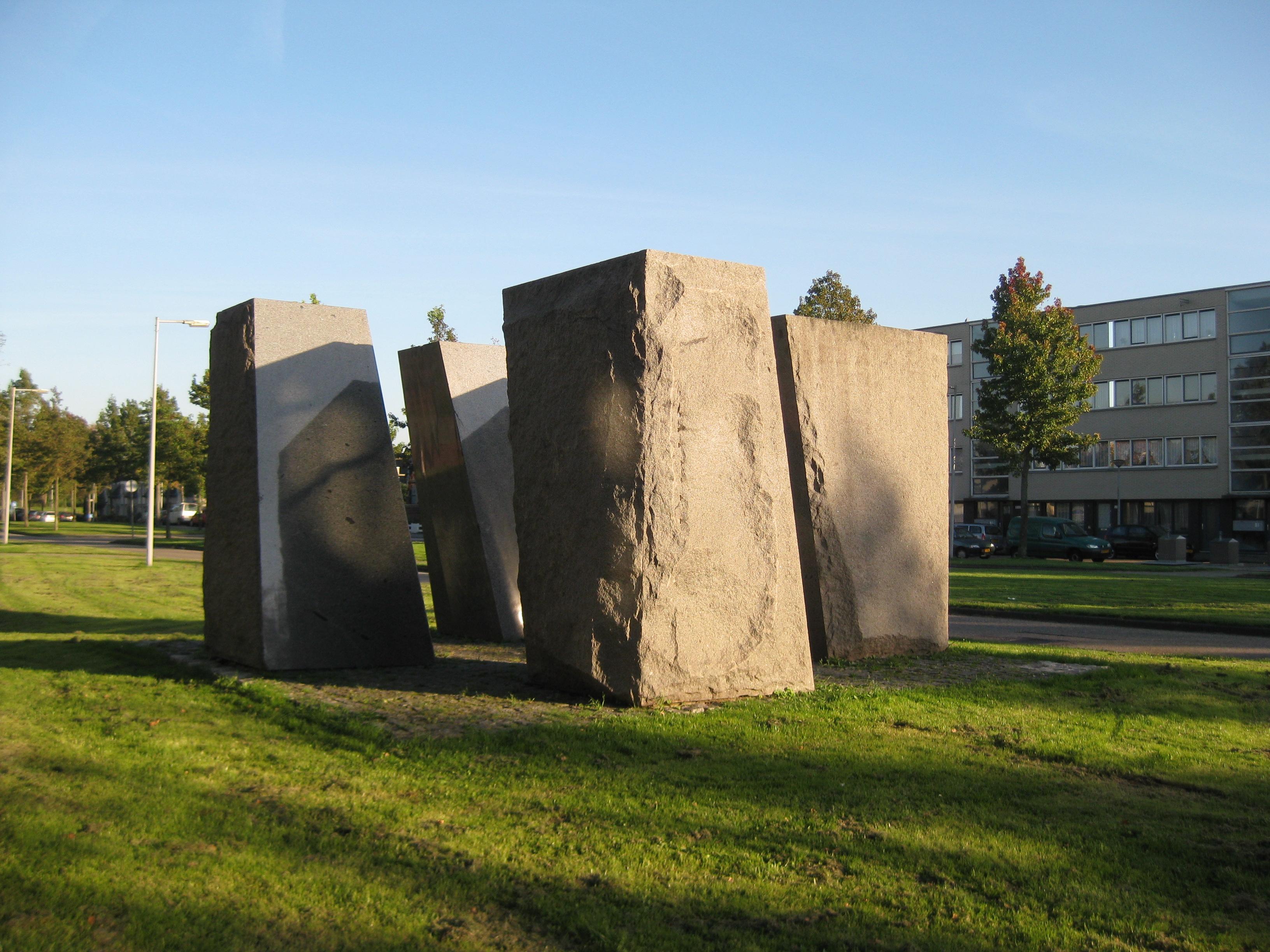
Vier vormen in graniet (1978), J.M. den Uylstraat, Amsterdam-Geuzenveld.
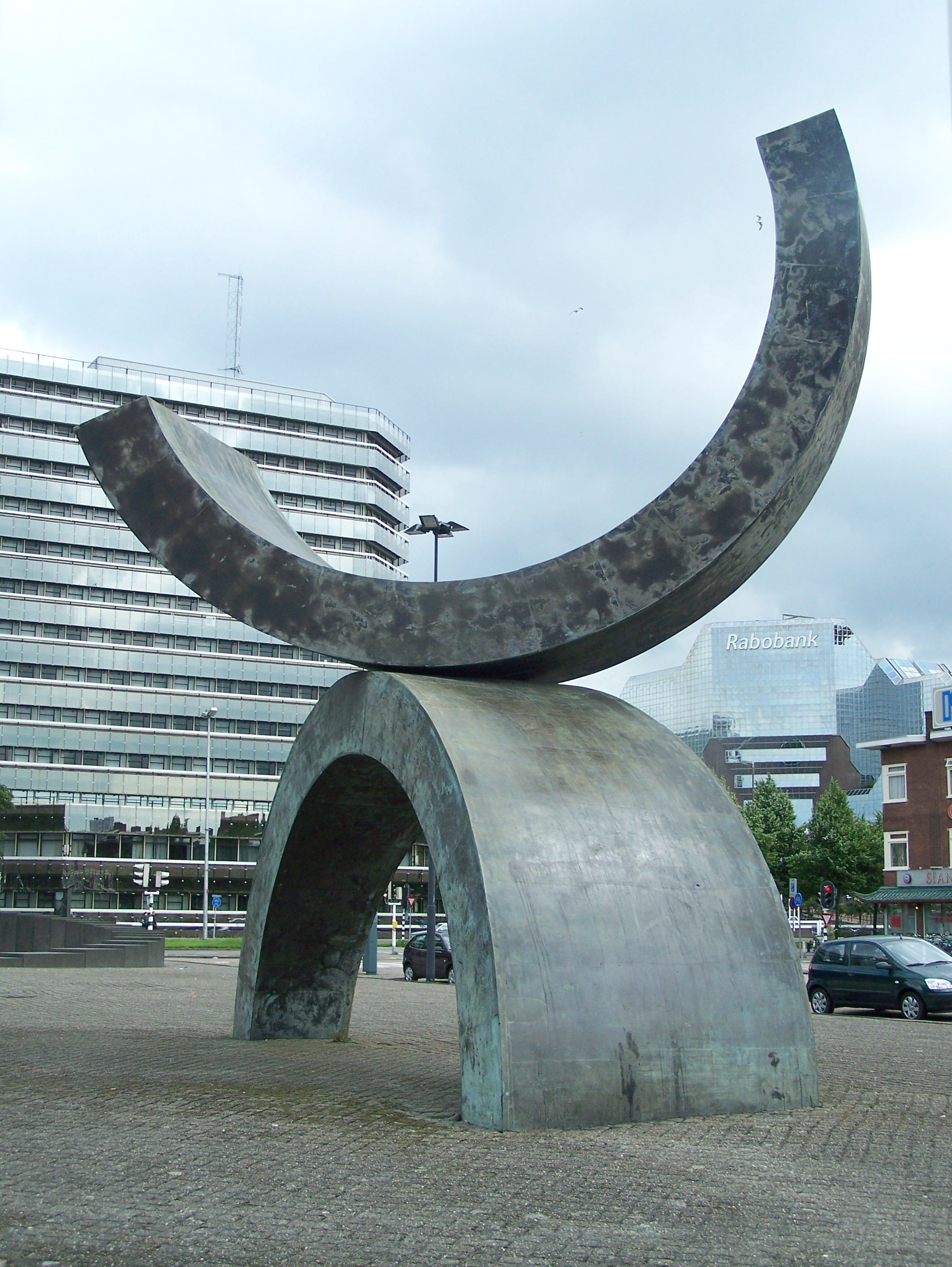
Nr: 45 5 elementen (1982) - 3e element, Utrecht.
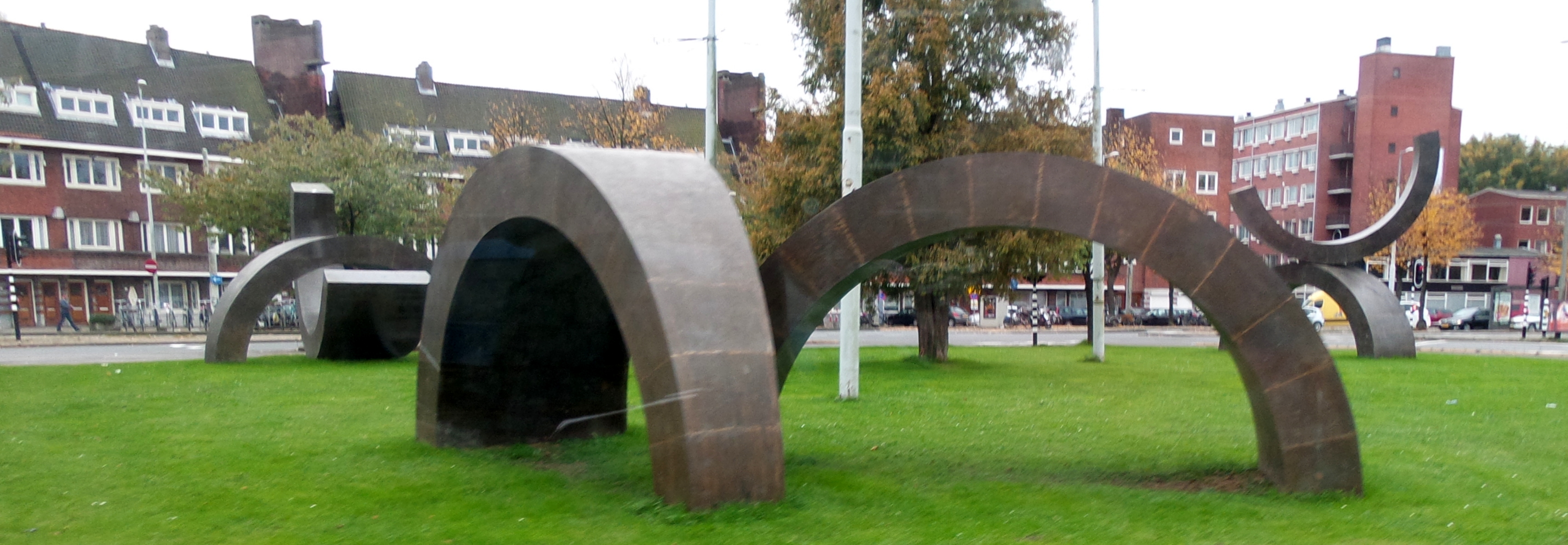
Hetzelfde kunstwerk (tijdelijk) op het Surinameplein in Amsterdam-West.
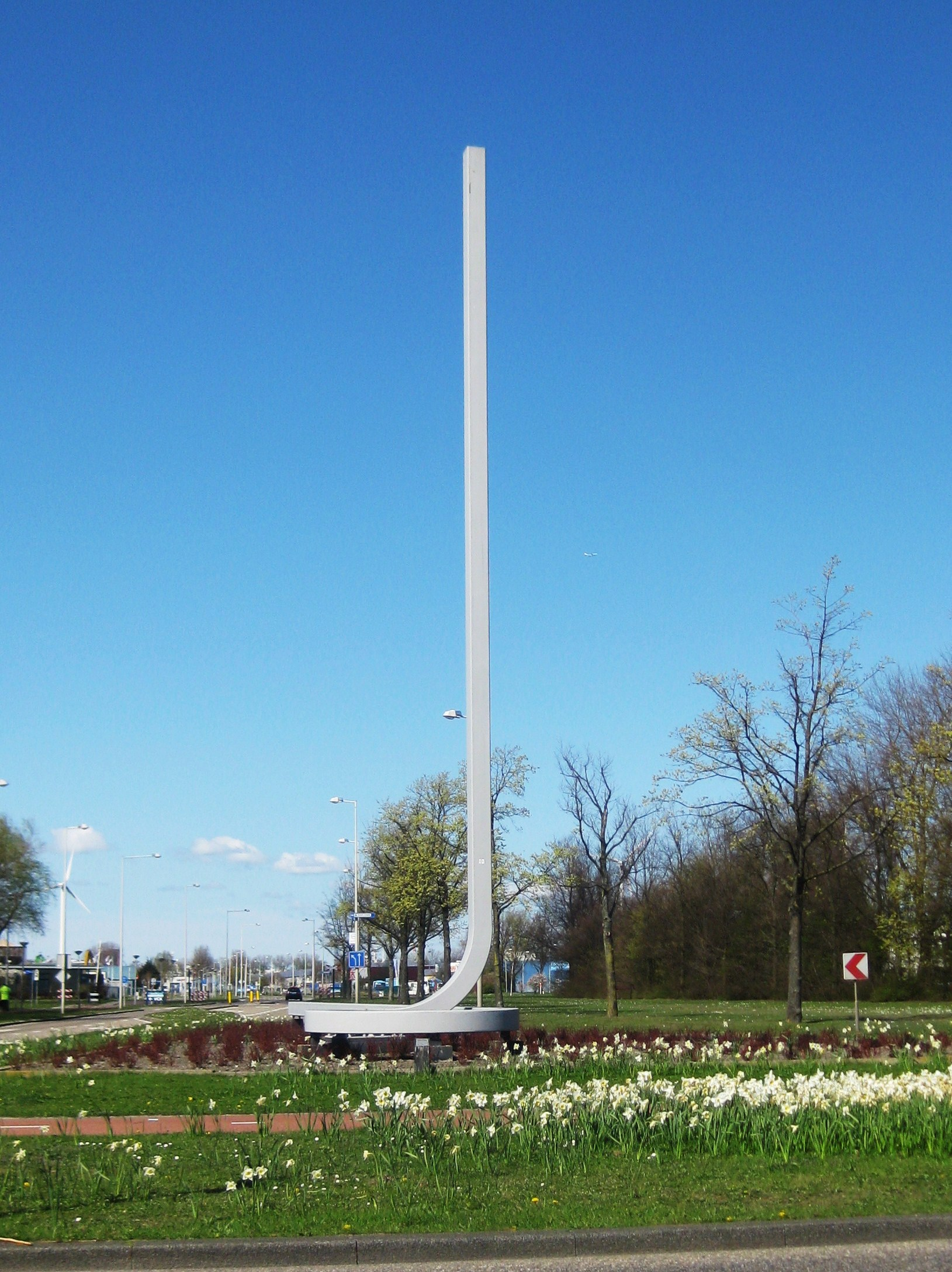
'De Lus' (1985), sinds 2008 Radarweg, Amsterdam-West.
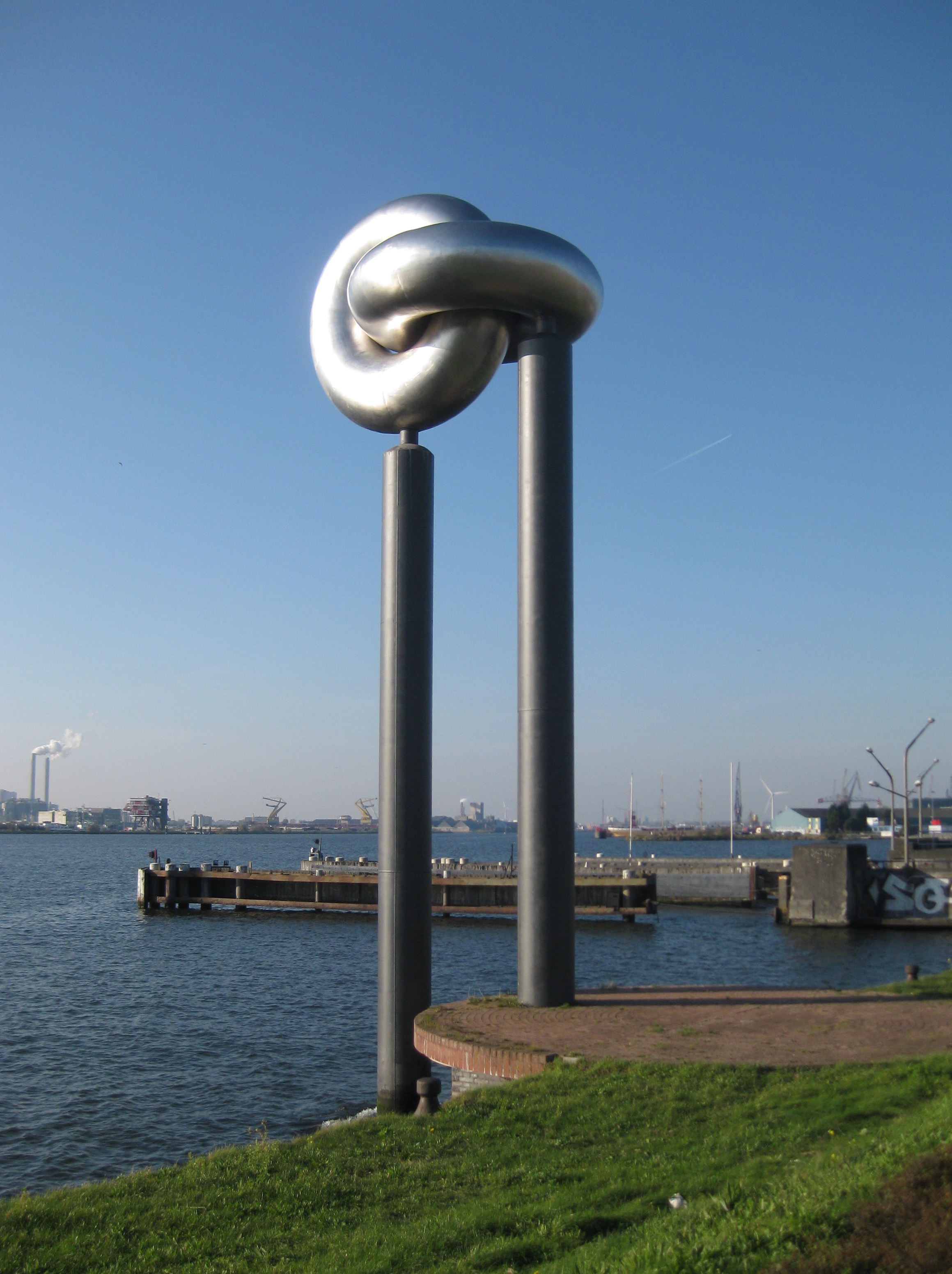
Zonder titel (1996), Distelweg, Amsterdam-Noord.
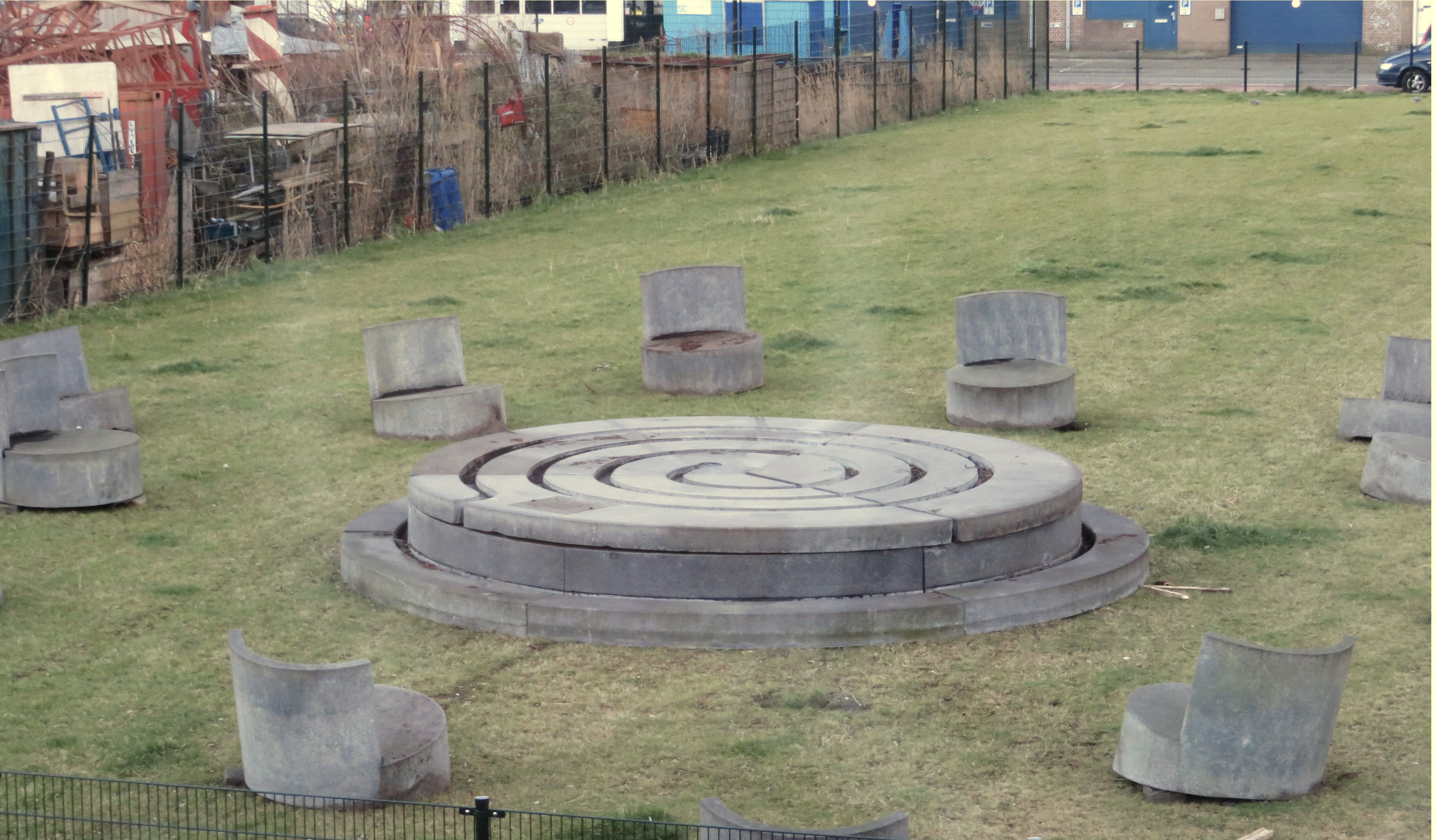
Waterkunstwerk (1998), Asterweg, Amsterdam-Noord.